# Sumène
Pour les articles homonymes, voir Sumène (homonymie).
Sumène est une commune française située dans le département du Gard, en région Occitanie.
Exposée à un climat méditerranéen, elle est drainée par l'Hérault, le Rieutord, l'Argentesse, le Recodier, le ruisseau de la Garenne et par divers autres petits cours d'eau. Incluse dans les Cévennes, la commune possède un patrimoine naturel remarquable : un site Natura 2000 (les « gorges de Rieutord, Fage et Cagnasse »), un espace protégé (la réserve naturelle régionale de Combe Chaude) et cinq zones naturelles d'intérêt écologique, faunistique et floristique.
Chef-lieu de canton jusqu'en 2015, la commune est désormais intégrée dans celui du Vigan. Elle est aussi membre de la communauté de communes des Cévennes gangeoises et suménoises, regroupant treize communes des départements du Gard et de l'Hérault. Elle se situe au sud de la région naturelle des Cévennes.
Sumène est une commune rurale qui compte 1 239 habitants en 2022, après avoir connu un pic de population de 3 135 habitants en 1872. Ses habitants sont appelés les Suménois et Suménoises.
La commune est également située dans la zone périphérique du parc national des Cévennes, ainsi qu'au confluent de deux rivières, le Rieutord et le Recodier.

## Géographie

### Localisation

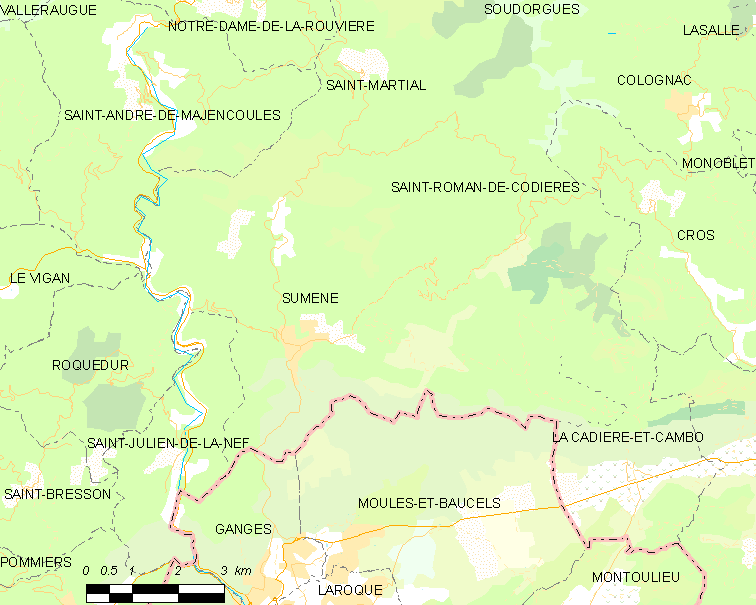
Carte de la localisation du village et des communes limitrophes, avec leurs limites.

Sumène est située en région Occitanie, anciennement Languedoc-Roussillon, à l'ouest du département du Gard et au sud-ouest de la région naturelle des Cévennes.
La commune est située, à vol d'oiseau, à 552,3 km au sud-est de Paris, à 54 km au nord-ouest de Nîmes, à 43,1 km au nord de Montpellier,
à 8,9 km à l'est du Vigan et à 5,1 km au nord de Ganges.

### Communes limitrophes
| Saint-André-de-Majencoules | Saint-Martial (Gard) | Saint-Roman-de-Codières     |
| Roquedur                   | Sumène               | Cambo (La Cadière-et-Cambo) |
| Saint-Julien-de-la-Nef     | Ganges               | Moulès-et-Baucels           |

### Relief et géologie
La superficie de la commune est de 3 659 hectares ; son altitude varie entre 175 et 933 mètres.
Le territoire de la commune de Sumène est situé dans une zone de basse montagne du sud-ouest du massif des Cévennes, à l'extrémité sud du Massif central. Le sommet nommé le plus haut de la commune est la Montagne de la Fage, à l'est, qui culmine à 922 m. Les autres sommets principaux situés sur le territoire la commune sont le Ranc de Banes, situé au sud-est de la commune, à une altitude de 713 m, le Pain de sucre, à 792 m, les Jumeaux, à l'ouest, à 515 m et 525 m et, au nord, le Castanet Pinoch et Piecam, en limite communale avec Saint-Roman-de-Codières, respectivement à 594 m et à 797 m.
Le sol de la commune est constitué, au centre et à l'ouest de schiste, au sud-est de calcaire, où l'on trouve de nombreuses grottes et, au nord de granit.

### Hydrographie

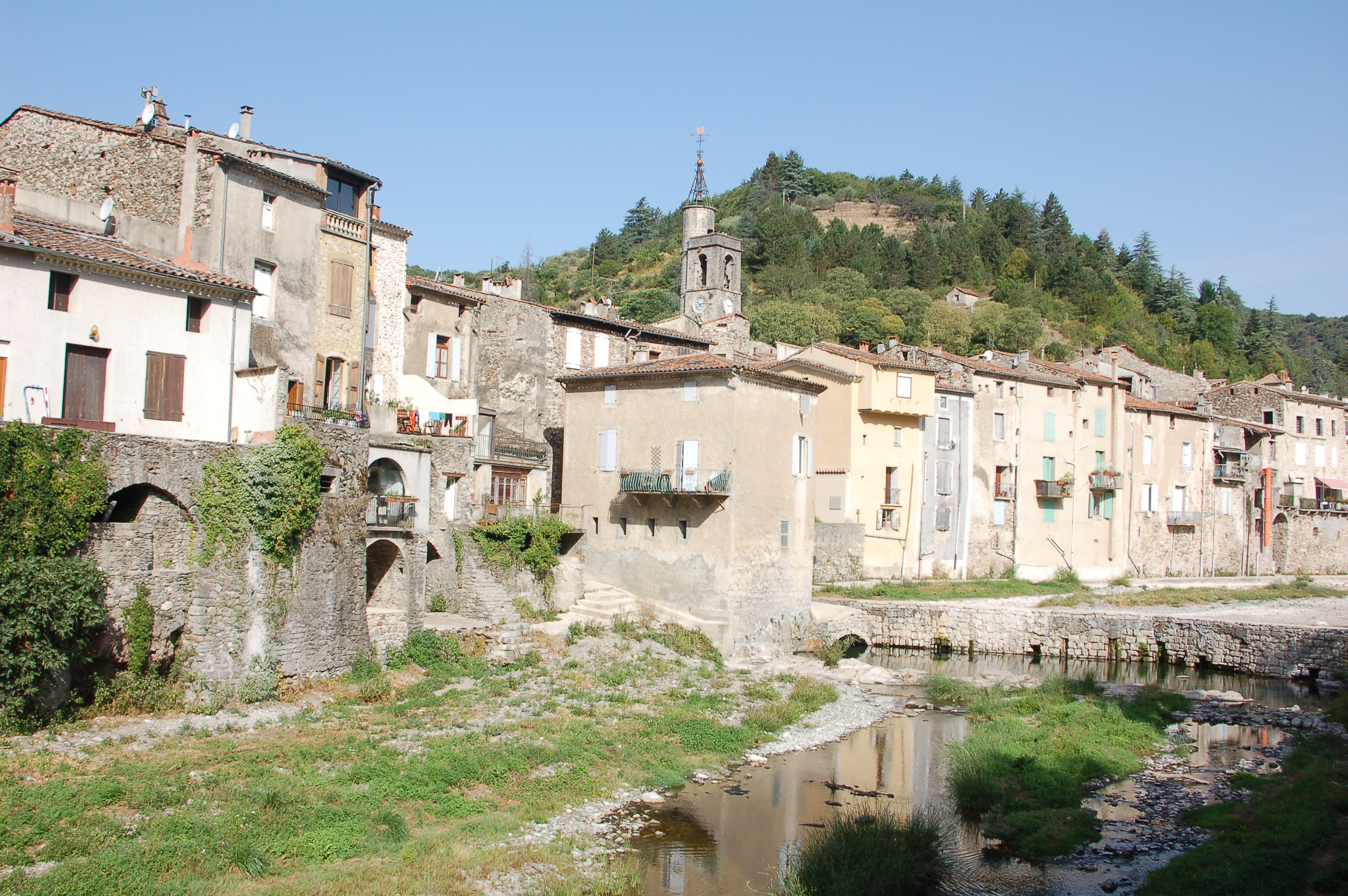
Le Rieutord et l'ancien moulin.

La commune est située dans la vallée du Rieutord, un affluent gauche du fleuve côtier de l'Hérault. Le Rieutord, qui traverse le territoire de la commune du nord au sud, est, en aval du village, très souvent à sec, avec des écoulements souterrains jusqu'à sa confluence à Ganges. Cependant, les crues du Rieutord peuvent être torrentielles, en particulier lors des épisodes cévenols, comme le montre une de ses crues mémorables, qui s'est produite le 30 septembre 1958, juste après un épisode cévenol. Son affluent, le Recodier, traverse le village du nord-est au sud-ouest. Le point de confluence des deux rivières se situant au chef-lieu de la commune.
L'Hérault longe le territoire de la commune au nord-ouest et marque les limites avec les communes de Roquedur et de Saint-André-de-Majencoules.
On trouve également quelques ruisseaux, au nord et à l'est du territoire, tels que le ruisseau des Ayres, le ruisseau du Cayla, le valat de Coste Male, le valat des Gours, le ravin du Bois, une partie du ravin du Soulié, qui traverse aussi la commune de Moulès-et-Baucels, une toute petite partie du ruisseau de la Garenne, son affluent, qui traverse également Moulès-et-Baucels, ainsi qu'une petite partie de l'Argentesse, formé par de nombreux ruisseaux en provenance de la montagne de la Fage, marquant la limite du territoire à l'est, avec La Cadière-et-Cambo.
Enfin, on trouve également, sur le territoire de la commune, deux stations de mesures des eaux souterraines à partir de sources naturelles : la source de Theron, à Cézas, et la source des Poujades ; ainsi qu'une autre station, à partir d'un forage artificiel, au Ranc de Banes.

### Climat
Pour des articles plus généraux, voir Climat de l'Occitanie et Climat du Gard.
En 2010, le climat de la commune est de type climat méditerranéen franc, selon une étude s'appuyant sur une série de données couvrant la période 1971-2000. En 2020, Météo-France publie une typologie des climats de la France métropolitaine dans laquelle la commune est exposée à un climat méditerranéen et est dans la région climatique  Provence, Languedoc-Roussillon, caractérisée par une pluviométrie faible en été, un très bon ensoleillement (2 600 h/an), un été chaud (21,5 °C), un air très sec en été, sec en toutes saisons, des vents forts (fréquence de 40 à 50 % de vents > 5 m/s) et peu de brouillards.
Pour la période 1971-2000, la température annuelle moyenne est de 12,9 °C, avec une amplitude thermique annuelle de 16,6 °C. Le cumul annuel moyen de précipitations est de 1 347 mm, avec 8,2 jours de précipitations en janvier et 3,6 jours en juillet. Pour la période 1991-2020, la température moyenne annuelle observée sur la station météorologique la plus proche, située à Saint-Martial à 6 km à vol d'oiseau, est de 14,0 °C et le cumul annuel moyen de précipitations est de 1 247,1 mm,. Pour l'avenir, les paramètres climatiques de la commune estimés pour 2050 selon différents scénarios d'émission de gaz à effet de serre sont consultables sur un site dédié publié par Météo-France en novembre 2022.

### Voies de communication et transports

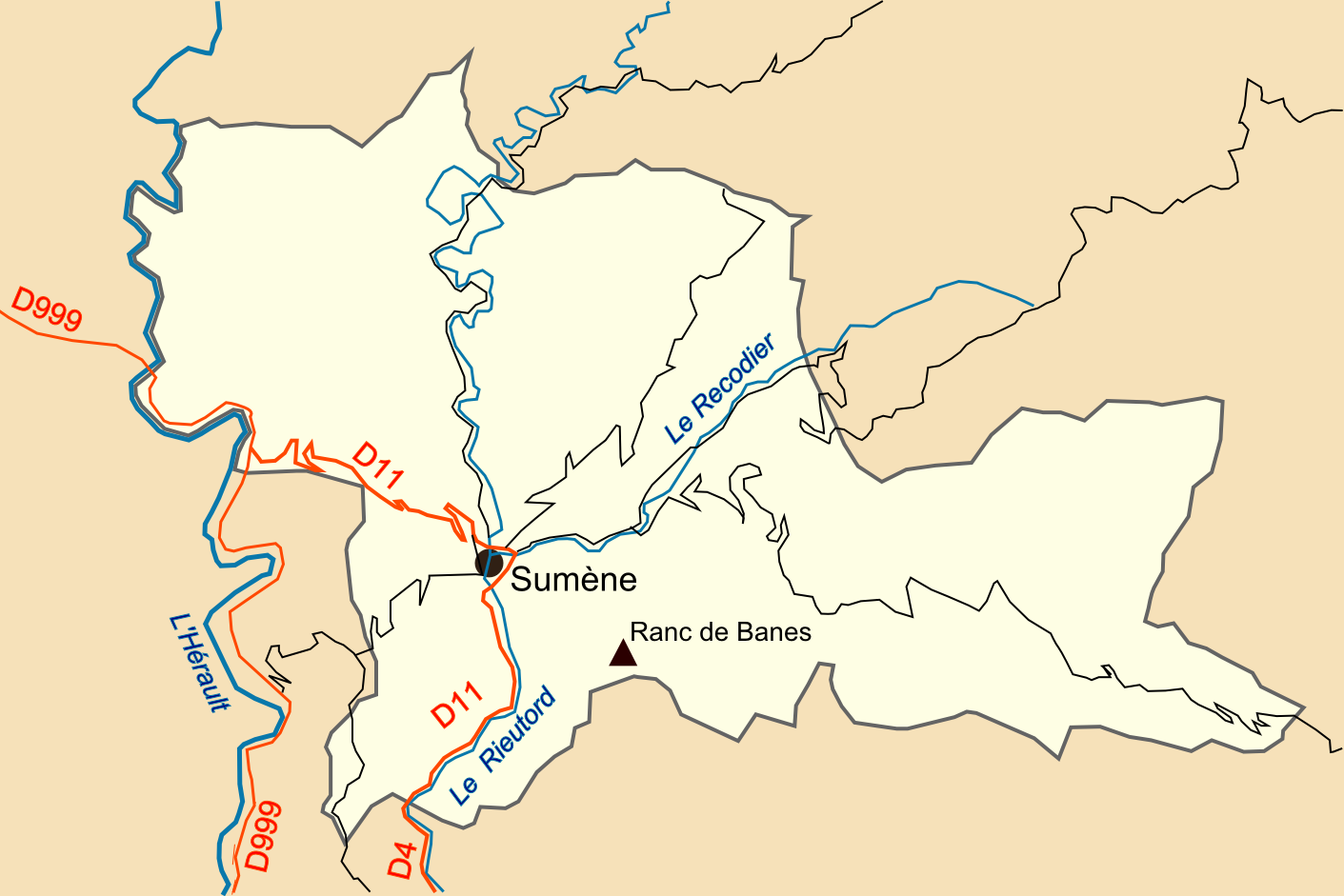
Carte simplifiée des routes et rivières de Sumène.

Depuis Ganges, Sumène est accessible par la route départementale D 4 (dans le département de l'Hérault), puis par la D 11, (dans le département du Gard). Au nord-ouest de Sumène, la D 11 rejoint la route départementale D 999, (ancienne route nationale 99) qui donne accès au Vigan.
La D 317 relie Sumène à la commune de La Cadière-et-Cambo en passant par les hameaux de Sounalou et Cézas.
La commune de Saint-Roman-de-Codières est également accessible via la D 153 et la D 20 relie le village à Saint-Martial en passant par le hameau de Sanissac.
Enfin, la D 11A permet d'accéder aux hameaux de Pinoch et du Castanet.
La ligne d’autocars 102 du réseau de transport liO (liaison Ganges - Sumène - Saint-Roman-de-Codières) permet d'assurer le vendredi des correspondances à Ganges pour rejoindre Nîmes ou Le Vigan, ou Montpellier (ligne 608 du réseau Hérault Transport).
La gare ferroviaire la plus proche est celle d'Alès, située à 53,8 km par la route et 34 km à vol d'oiseau.
Les gares ferroviaires de Montpellier et de Nîmes sont, quant à elles, respectivement situées à 52,4 km et à 54,5 km de Sumène, par le réseau routier.
Les aéroports les plus proches sont ceux de Montpellier et de Nîmes, respectivement situés à 70,6 km et 74,2 km de Sumène, par le réseau routier.
Un projet de voie verte, sur le tracé de l'ancienne voie de chemin de fer, reliant Ganges au Vigan, en passant par Sumène, est à l'étude mais pas encore[Quand ?] concrétisé, en raison de problèmes économiques. Une première portion de voie verte reliant Sumène à Ganges a été réalisée et ouverte en 2018, elle mesure 4,5 km et comporte 5 viaducs et plusieurs tunnels.

## Urbanisme

### Typologie
Au 1er janvier 2024, Sumène est catégorisée bourg rural, selon la nouvelle grille communale de densité à sept niveaux définie par l'Insee en 2022.
Elle est située hors unité urbaine et hors attraction des villes,.

### Occupation des sols
L'occupation des sols de la commune, telle qu'elle ressort de la base de données européenne d’occupation biophysique des sols Corine Land Cover (CLC), est marquée par l'importance des forêts et milieux semi-naturels (94,3 % en 2018), une proportion identique à celle de 1990 (94,3 %). La répartition détaillée en 2018 est la suivante :
forêts (74 %), milieux à végétation arbustive et/ou herbacée (20,3 %), zones agricoles hétérogènes (4,1 %), zones urbanisées (1,6 %). L'évolution de l’occupation des sols de la commune et de ses infrastructures peut être observée sur les différentes représentations cartographiques du territoire : la carte de Cassini (XVIIIe siècle), la carte d'état-major (1820-1866) et les cartes ou photos aériennes de l'IGN pour la période actuelle (1950 à aujourd'hui).

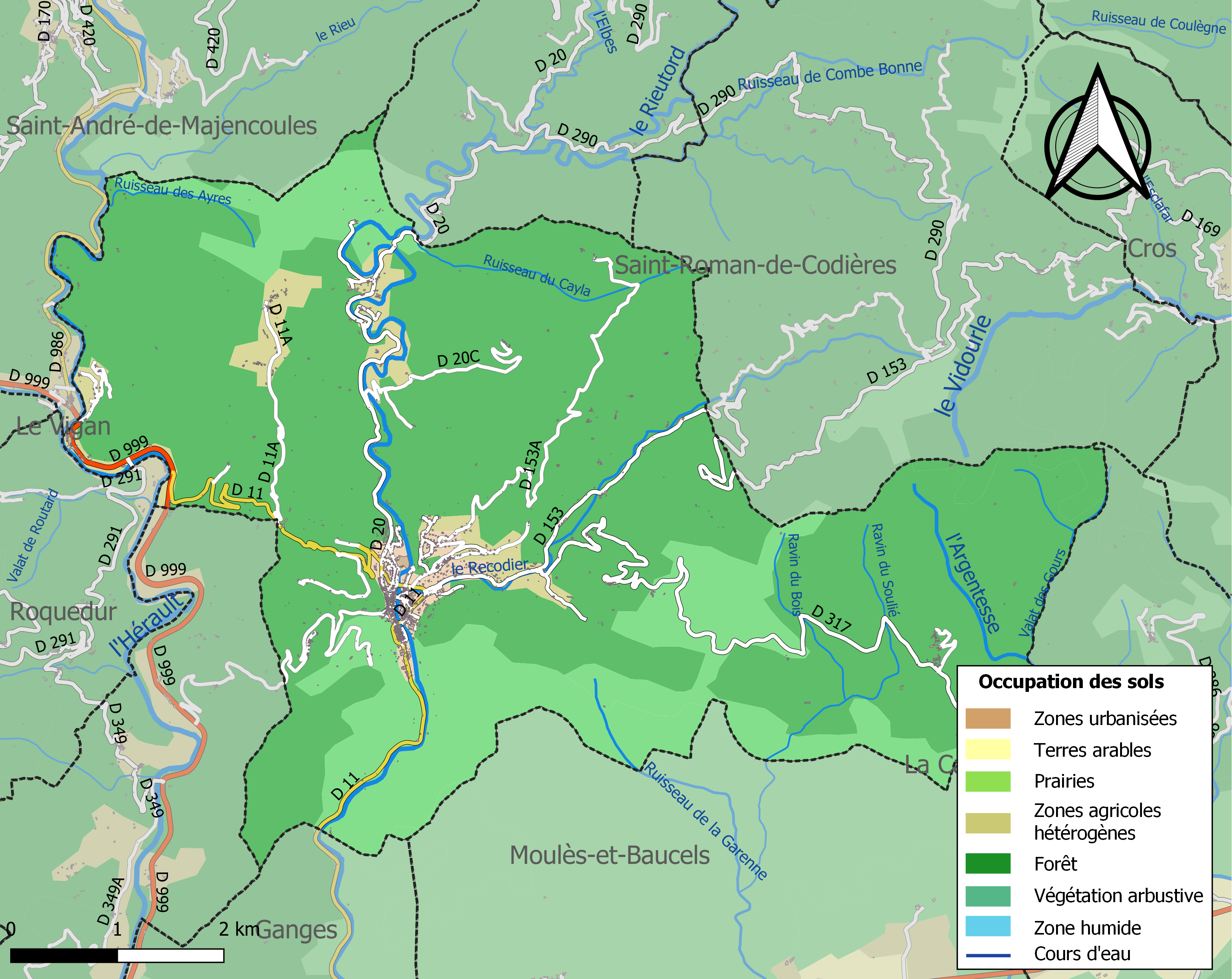
Carte des infrastructures et de l'occupation des sols de la commune en 2018 (CLC).

### Morphologie urbaine
Il y a, sur le territoire de la commune, de nombreux hameaux et mas, les principaux étant Le Pouget, Pont d'Hérault, en bordure de l'Hérault, à l'ouest du village, Le Castanet, Sanissac, Le Vialaret, Metgès, Sounalou, où, d'après certains écrits, se trouvaient auparavant un château, le château d'Ayres, ainsi qu'une petite église, les deux ayant aujourd'hui disparu, Pinoch et Cézas, à l'est, où se trouve le prieuré Saint-Martin de Cézas et qui était, jusqu'en 1959, un village indépendant.

### Logement
En 2018, le nombre total de logements dans la commune était de 1 291, alors qu'il n'était que de 840 en 1968.
Parmi ces logements, 60,3 % étaient des résidences principales, 36,9 % des résidences secondaires et 2,7 % des logements vacants. Ces logements étaient pour 78 % d'entre eux des maisons individuelles et pour 21 % des appartements.
La proportion des résidences principales, propriétés de leurs occupants, était de 73,7 %, quasi stable par rapport à 1999.

### Risques majeurs
Le territoire de la commune de Sumène est vulnérable à différents aléas naturels : météorologiques (tempête, orage, neige, grand froid, canicule ou sécheresse), inondations, feux de forêts, mouvements de terrains et séisme (sismicité faible). Il est également exposé à un risque technologique, le transport de matières dangereuses, et à un risque particulier : le risque de radon. Un site publié par le BRGM permet d'évaluer simplement et rapidement les risques d'un bien localisé soit par son adresse soit par le numéro de sa parcelle.

#### Risques naturels
Certaines parties du territoire communal sont susceptibles d’être affectées par le risque d’inondation par débordement de cours d'eau et par une crue torrentielle ou à montée rapide de cours d'eau, notamment l'Hérault, le Rieutord, le Merdanson et l'Argentesse. La commune a été reconnue en état de catastrophe naturelle au titre des dommages causés par les inondations et coulées de boue survenues en 1982, 1994, 1995, 2002, 2011, 2014, 2015 et 2020,.

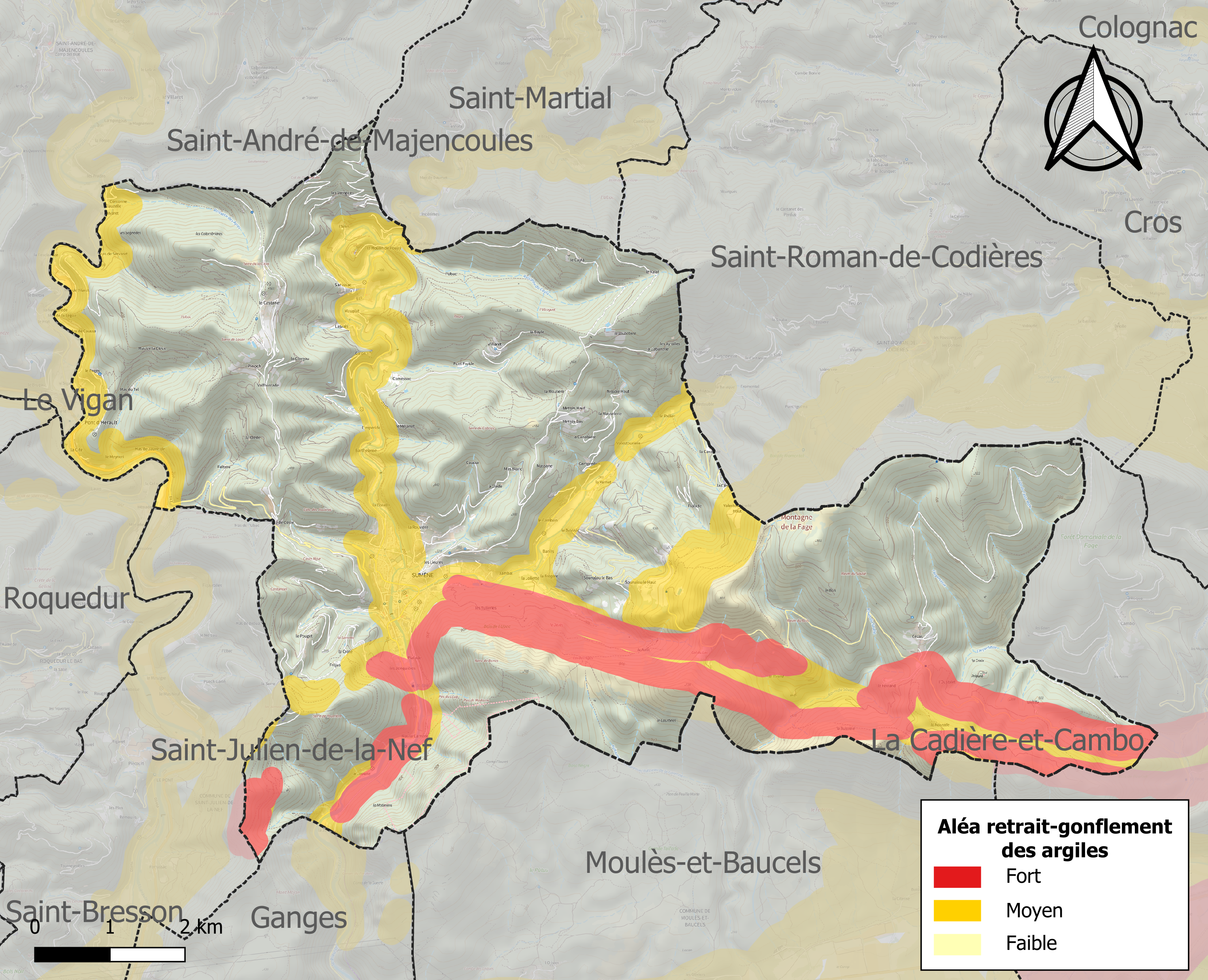
Carte des zones d'aléa retrait-gonflement des sols argileux de Sumène.

La commune est vulnérable au risque de mouvements de terrains constitué principalement du retrait-gonflement des sols argileux. Cet aléa est susceptible d'engendrer des dommages importants aux bâtiments en cas d’alternance de périodes de sécheresse et de pluie. 29,2 % de la superficie communale est en aléa moyen ou fort (67,5 % au niveau départemental et 48,5 % au niveau national). Sur les 790 bâtiments dénombrés dans la commune en 2019, 563 sont en aléa moyen ou fort, soit 71 %, à comparer aux 90 % au niveau départemental et 54 % au niveau national. Une cartographie de l'exposition du territoire national au retrait gonflement des sols argileux est disponible sur le site du BRGM,.
Par ailleurs, afin de mieux appréhender le risque d’affaissement de terrain, l'inventaire national des cavités souterraines permet de localiser celles situées dans la commune.

#### Risques technologiques
Le risque de transport de matières dangereuses dans la commune est lié à sa traversée par des infrastructures routières ou ferroviaires importantes ou la présence d'une canalisation de transport d'hydrocarbures. Un accident se produisant sur de telles infrastructures est en effet susceptible d’avoir des effets graves au bâti ou aux personnes jusqu’à 350 m, selon la nature du matériau transporté. Des dispositions d’urbanisme peuvent être préconisées en conséquence.

#### Risque particulier
Dans plusieurs parties du territoire national, le radon, accumulé dans certains logements ou autres locaux, peut constituer une source significative d’exposition de la population aux rayonnements ionisants. Certaines communes du département sont concernées par le risque radon à un niveau plus ou moins élevé. Selon la classification de 2018, la commune de Sumène est classée en zone 3, à savoir zone à potentiel radon significatif.

## Toponymie
Le nom de la localité est attesté sous les formes Sumena en 1150,; Sumena en 1174; [Beata-Maria de] Sumenis en 1297; [Locus de] Sumena en 1314; Sumena en 1384; Sumene en 1435.
C'est à l'origine un hydronyme qui s'est fixé par la suite comme toponyme selon un processus fréquent en toponymie.
La racine est identique à celle de la Somme, Sumina latinisé en Sumara, mais avec glissement de l'accent. Le type Sumena remonte au gaulois *Su-mēnā « la bien douce ».

## Histoire

### Préhistoire
Les traces les plus anciennes d'habitat humain, sur le territoire de la commune, remontent à la Préhistoire, où des vestiges d'habitations, des tessons de poteries,, ainsi que des outils en silex taillé et des dents d'ours, ont été retrouvés dans les grottes et les falaises du Ranc de Banes. On a également trouvé, sur le territoire de la commune, de nombreux mégalithes. La région était déjà habitée 4000 av. J.-C.,

### Antiquité
Dès l'an 100 av. J.-C. les Romains occupent la région et construisent de nombreuses voies de communications, Sumène étant située sur la route des Ruthènes, une voie de communication reliant Nîmes à Millau. Ils exploitent également la mine de fer des Jumeaux et érigent un temple, aujourd'hui totalement disparu, dédié à Mercure. Le village est conquis par les Wisigoths en 450, ce qui explique la présence d'un cimetière wisigoth dans le village. Il ne reste de cette époque presque plus de vestiges. Les monuments les plus anciens encore visibles aujourd'hui datent du début du Moyen Âge.

### Moyen Âge

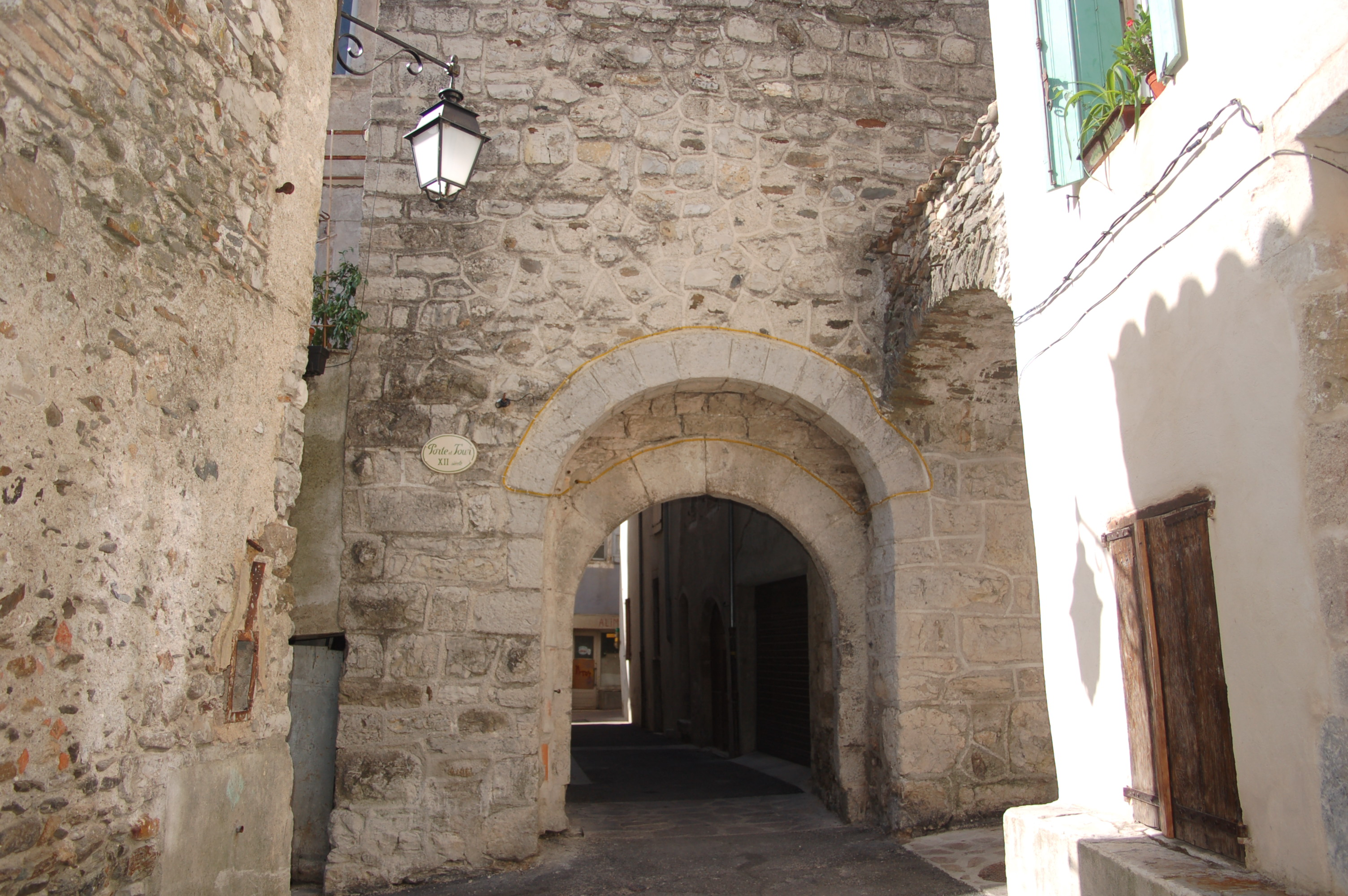
Portail de la Font de Ville.

En 750 environ, les Sarrasins ravagent la région et sont arrêtés peu après par Charles Martel, à Nîmes.
Au IXe siècle, des moines bénédictins s’installent sur la rive gauche du Rieutord et construisent une église fortifiée, qui sera détruite lors de la Réforme,. Ils fondent le quartier de « La Coural », mettent en place les premières cultures en terrasses, où ils cultivent de la vigne, des céréales et des oliviers. Ils établissent aussi les premiers systèmes d'irrigations et bâtissent de nombreux moulins. La culture des châtaigniers se met également en place et ils commencent à exploiter les mines du Sounalou, des mines de charbon.
En 1138, la paroisse de Sumène verse une redevance annuelle de 456 litres de châtaignes fraîches au monastère Saint-Sauveur d'Aniane.
En 1307, Bertrand de Pierrefort, seigneur de la terre voisine d'Hierle, demande l'établissement de marchés et de foires dans le village.
En 1384, le village compte 17 feux, ce qui correspond à environ 80 personnes,.
Au Moyen Âge, le village est une importante cité commerciale, où transitent, en direction du nord, du sel, du vin et de l'huile et en direction du sud, de la viande, du fromage, du lait et du cuir.

### Renaissance et époque moderne
Au XVIe siècle Sumène est, après la commune voisine du Vigan, la ville la plus importante de la région.
Des faubourgs, probablement ceux du Pied-de-Ville, sont cités dès 1515.
Le 8 mai 1517, la seigneurie de Sumène passe aux mains de la famille Geoffroy, seigneurs de Bouzigues.
En 1530, le village, qui est divisé en sept parties, est protégé par une enceinte percée de huit portes. Cette dernière, présente dès 1412 ou 1414, comme le prouve à cette époque la présence d'un capitaine des fortifications, mesure entre huit et dix mètres de haut, fait environ deux mètres d'épaisseur, est probablement bordée d'un fossé et est jalonnées de six tours. L'entrée principale du village, vers Ganges, est défendue par une tour de trois étages.
Il n'en reste presque plus rien aujourd'hui, le seul vestige encore visible étant le portail de la Font de Ville, qui fut le seul morceau de rempart à ne pas avoir été détruit.
Les lieux principaux du village, à l'époque, sont le château féodal, le four banal, la maison Consulaire, la chapelle Saint Jaume et le Clos Soubeyran.
Entre les années 1490 et 1560, Sumène doit son essor économique à la tonnellerie, qui s'est maintenue jusqu'au XIXe siècle et que le village exportait dans tout le Languedoc et le sud de la France, jusqu'en Algérie, par le biais des ports de Marseille et de Sète. La corporation des tonneliers est si puissante qu'elle possède une chapelle dans l'église. Le village doit aussi son essor à l'industrie lainière et à celle du cuir,. C'est également à cette époque que la population suménoise s'est massivement tournée vers le protestantisme. En 1568, Balthazar de Saint Étienne, baron de Ganges et seigneur de Saint-Martial, tente, en réponse à la Michelade, de reconquérir le village, pris par les Huguenots. Il y arrive temporairement avant de d'être tué lors de la reprise du village. La ville est d'ailleurs restée 80 ans sans prêtre et a été la seconde ville du Gard à avoir été pourvue d'un pasteur, après Nîmes. Cependant, après la Révocation de l'édit de Nantes une majorité de suménois seront contraints de se convertir au catholicisme.
En 1640, la commune compte 16 moulins sur son territoire.
Au XVIIe siècle, une école de menuiserie célèbre s'est également développée à Sumène. Elle se caractérisait par la production d'armoires et de placards en noyer, comportant des panneaux sculptés et une importante ornementation. Les armoires dites de Sumène Bas-Languedoc étaient réputées dans tout le Languedoc et plusieurs musées du Gard et de l'Hérault en possèdent encore : on en trouve par exemple à celui du Vigan, du Vieux-Nîmes, ou au château d'Espeyran.

### Époque contemporaine

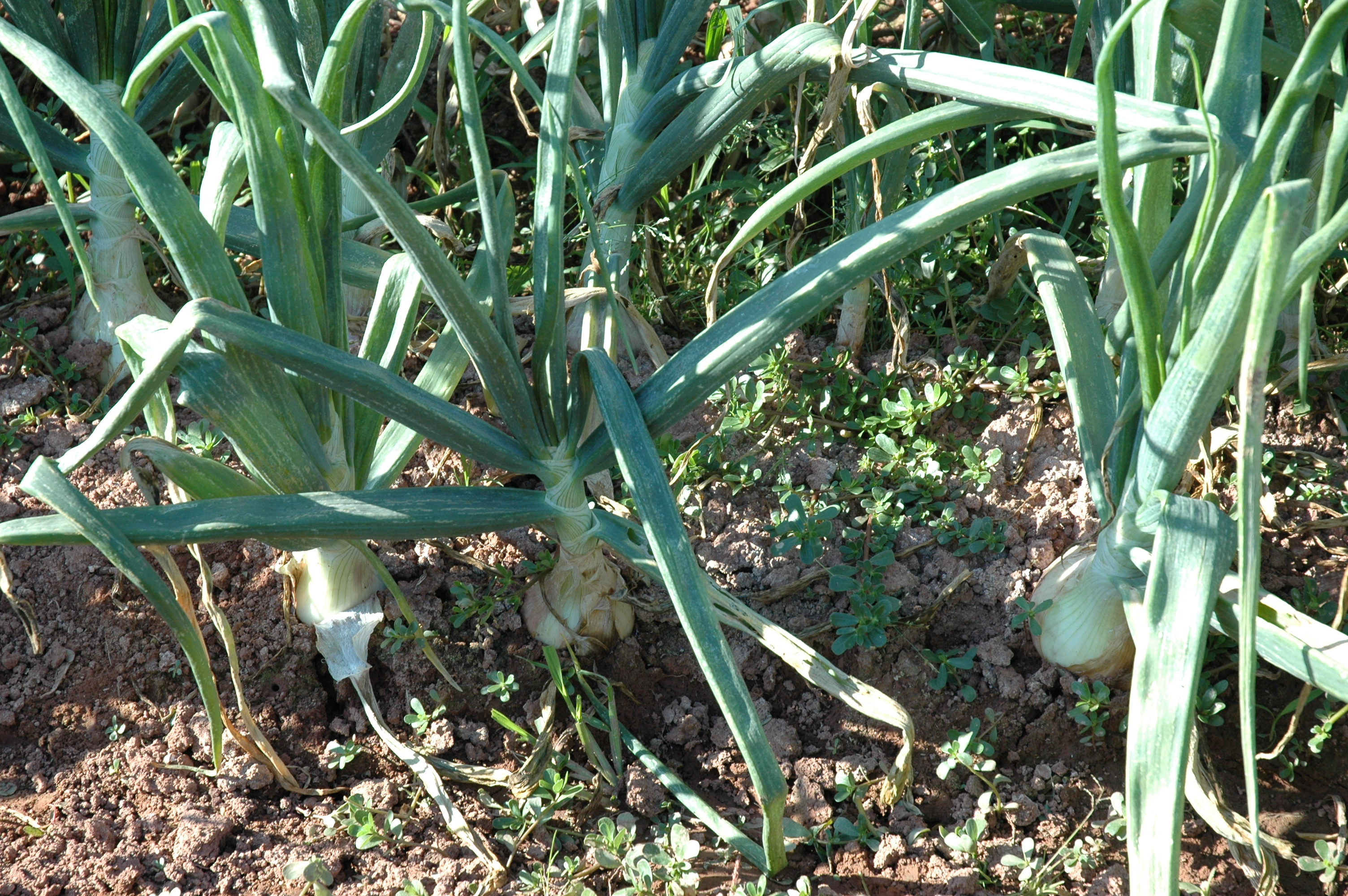
Culture d'oignon doux des Cévennes.

Une inondation ravage le village le 10 octobre 1795 puis le 5 octobre 1812. Le village sera encore inondé en 1840 et le 5 octobre 1847.
Le déclin de la ville commence au XVIIIe siècle avec la construction d'une route reliant Ganges au Vigan, qui met Sumène à l'écart des grandes routes commerciales,. Dans le même temps, du XVIIIe siècle au milieu du XIXe siècle, la commune se tourne vers la sériciculture, comme la majeure partie des Cévennes. Son activité, antérieure à la Révolution, a commencé à se développer après l'hiver de 1709, qui gela une grande partie des châtaigniers et poussa les habitants à se tourner vers une autre activité. En 1760 Sumène compte déjà 16 métiers à soie et 67 métiers à laine.
C'est à cette époque que la région de Ganges devient la capitale de la bonneterie.
En 1860, la moyenne de production de cocons est de 1 200 quintaux par saison. Sumène abrite, à son apogée, douze filatures, le long du Rieutord et trente magnaneries,.
Au milieu du XIXe siècle le village compte 800 000 mûriers. La première récolte des feuilles de ces derniers servait à l’engraissement des vers à soie et la seconde à celle des agneaux. Les bas de soie produits à Sumène et dans sa région, deviennent célèbres et sont exportés partout dans le monde, jusqu'en Russie, en Argentine et au Vatican. Aujourd'hui, l'ancienne filature du Diguedan est le parfait exemple de l'architecture typique de ce genre de bâtiment (vastes pièces, bon éclairage…).
Cependant, au milieu du XIXe siècle, une maladie, la pébrine, décime les vers à soie. En une dizaine d'années seulement, la production de cocons chute de 76 % dans l'ensemble des Cévennes. La catastrophe est telle que le ministère de l'agriculture de l'époque sollicite l'aide de Louis Pasteur pour éradiquer la maladie et sauver les récoltes.
Entre-temps, une nouvelle maladie, causée par l'ingestion de feuilles de mûriers infectées, apparaît : la flacherie. Après trois séjours dans les Cévennes, en 1869, Louis Pasteur parvient enfin à trouver un remède aux deux maladies dévastatrices. Cependant, alors que la pébrine est quasiment éradiquée, la flacherie continue malgré tout à causer des ravages.
Malgré le sauvetage des récoltes, la concurrence asiatique à raison de la sériciculture, qui décline progressivement dans les Cévennes et dans toute l'Europe. Les dernières grandes magnaneries de la région ferment dans les années 1930.
La production de châtaignes disparaît et les châtaigneraies deviennent peu à peu des terrains en friche, principalement en raison de la pauvreté des sols exploités et de l'apparition de la maladie de l'encre dans les années 1870. Plus tard, dans les années 1950, le chancre de l'écorce décime les dernières exploitations encore en activités.
Le village possède également, en 1850, 25 hectares d'oliviers, qui produisent 80 000 litres d'huile, que le village vend ensuite.
En 1903, Sumène abrite 2 756 habitants. Le 16 février 1906, la population du village, très catholique, s'oppose massivement aux inventaires, et s’enferme alors dans l'église. La porte doit être enfoncée à la hache par des soldats venus en train de Nîmes : elle en garde encore aujourd'hui les traces.
En 1909, une épidémie de fièvre de Malte frappe la commune et les villages voisins, principalement Saint-Martial et Saint-Roman-de-Codières. L'épidémie est finalement stoppée dans le courant de l'année 1910, en particulier grâce au docteur Paul Cantaloube, alors médecin dans le village, qui découvre que la maladie est propagée par la consommation de lait et de fromage de chèvres contaminées, ces dernières étant très présentes dans la région à l'époque.
Le 9 mai, ou 11 mai, 1929 un train partant du Vigan, en direction de Nîmes, déraille sur la voie ferrée entre Sumène et Ganges. En raison d'un éboulement de rochers sur la voie ferrée, les deux fourgons de tête ainsi que deux voitures sortent des rails et barrent la voie. La locomotive est rejetée contre la montagne. Malgré la violence de l'accident on ne compte aucun mort et que quatre blessés légers, le train ne transportant que quelques passagers.
Durant la Seconde Guerre mondiale, certains jeunes du villages se cachent dans les mines de Sounalou pour éviter le Service de travail obligatoire mis en place par les nazis. Ces dernières ferment peu après, durant les années 1950.
Le 30 septembre 1958, une terrible inondation, provoquée par le Rieutord après un nouvel épisode cévenol, ravage le village et toute la région,. Une plaque située près de l'ancienne mairie indique le niveau de l'eau lors de l'inondation.
Entre 1959 et 1965, une route est construite entre Sumène et le hameau de Cézas, rattaché à la commune six ans auparavant, pour désenclaver ce dernier.
En raison des crises économiques et des nombreux problèmes rencontrés sur les productions traditionnelles, depuis la fin du XIXe siècle, la population du village, tout comme celle de la région, diminue fortement ; en 1990 il n'y a plus que 1 417 habitants dans le village, alors qu'en 1872 il y en avait 3 135.
Cependant, depuis le début des années 2000, on assiste, dans le village et dans toute la région, à une légère hausse de la population, due à l'arrivée de nouveaux habitants, en particulier des citadins, qui tentent d'échapper aux contraintes des grandes villes. Entre 2006 et 2011, la population de la commune a ainsi augmenté de 1,00 %.
D'importantes coulées de boue ont lieu dans le village en octobre 1995.
Au 22 janvier 2015, la dernière catastrophe naturelle officiellement déclarée ayant eu lieu sur le territoire de la commune date de la période du 17 au 20 septembre 2014, où, en raison de très fortes pluies, la commune a subi des coulées de boue et de légères inondations à certains endroits de la commune.
Aujourd'hui, après la quasi-disparition de l'industrie textile, le village développe le tourisme vert et une agriculture de qualité :
- depuis une vingtaine d'années, la commune produit, tout comme les communes voisines, des oignons doux, aussi appelés raïolette. Elle fait en effet partie de la zone délimitée à l'AOC et à l'AOP Oignon doux des Cévennes[73]. Les recherches effectuées dans le but de cette obtention ont permis de découvrir que cet oignon est en fait cultivé depuis le Moyen Âge. La Notice historique sur les paroisses de Sumène, écrite en 1873 par l'Abbé Goiffon, rapporte même l'existence d'une dîme sur l'oignon doux en 1409, ce qui révèle sa production et son existence à l'époque, ainsi que sa grande valeur économique pour les habitants[57],[74] ;
- le village et la région alentour sont également labellisés site remarquable du goût : oignon doux des Cévennes[75] ;
- la commune fait également partie de la zone délimitée à l'AOC et à l'AOP du pélardon, un petit fromage de chèvre[M 3],[76] ;
- une production de jus de kiwis est également présente sur le territoire de la commune[7] et
- quelques agriculteurs du village et de Saint-Martial, commune voisine, tentent de réhabiliter d'anciennes plantations de châtaignes[57],[7].

Depuis 1996, une entreprise locale, « l'Arsoie », s'est lancée dans la fabrication de bas de soie de luxe et de collants, en remettant en fonctionnement de vieux métiers à tisser, laissés à l'abandon,.

## Politique et administration

### Tendances politiques et résultats

#### Résultats des référendums depuis 1992
- Référendum de 1992 relatif au traité de Maastricht[104] : 56,74 % pour le Oui, 43,26 % pour le Non, 71,67 % de participation.
- Référendum de 2000 relatif au quinquennat présidentiel[105] : 71,34 % pour le Oui, 28,66 % pour le Non, 31,47 % de participation, 19,84 % de blancs ou nuls parmi les votants.
- Référendum de 2005 relatif au traité établissant une constitution pour l'Europe[106] : 59,47 % pour le Non, 40,53 % pour le Oui, 78,06 % de participation.

#### Résultats des élections municipales
En 2008, le conseil municipal est constitué de 15 membres. Treize (formant la majorité) sont élus dès le premier tour et deux (d’opposition) à l'issue du second tour. Ghislain Pallier devient maire.
Au premier tour des élections municipales de 2014, la liste « divers gauche » conduite par Jérôme Morali (jusqu'alors élu d’opposition) obtient 51,57 % des suffrages exprimés et l'autre liste « divers gauche » conduite par le maire sortant, Ghislain Pallier, en obtient 48,42 % ; le taux d'abstention est de 22,94 %. Le conseil municipal est donc constitué de 15 membres issus de la liste arrivée en tête et de 4 membres issus de la seconde liste. Jérôme Morali devient maire.
Au premier tour des élections municipales de 2020, la liste conduite par Ghislain Pallier (jusqu'alors élu d’opposition) obtient 55,01 % des suffrages exprimés et l'autre liste conduite par Pascale Castanier, première adjointe sortante, en obtient 44,98 % ; le taux d'abstention est de 29,76 %. Le conseil municipal est donc constitué de 15 membres issus de la liste arrivée en tête et de 4 membres issus de la seconde liste. Ghislain Pallier redevient maire.

### Administration municipale
Compte tenu du nombre d'habitants dans la commune lors du dernier recensement, le conseil municipal est composé de 19 membres conformément au Code général des collectivités territoriales.

### Liste des maires
| Période                                  | Période           | Identité                     | Étiquette              | Qualité                                                       |
| ---------------------------------------- | ----------------- | ---------------------------- | ---------------------- | ------------------------------------------------------------- |
| Les données manquantes sont à compléter. |                   |                              |                        |                                                               |
| 4 février 1790                           | 30 juillet 1790   | Michel Rouveyre              | Révolutionnaire        | Curé                                                          |
| 30 juillet 1790                          | 14 novembre 1790  | Pierre Avid                  |                        | Traiteur et procureur fiscal                                  |
| 14 novembre 1790                         | 1791              | Jean Ratier                  |                        | Avocat au parlement                                           |
| 15 novembre 1791                         | 1792              | Jean Molis                   |                        | Filateur                                                      |
| 19 août 1792                             | 1796              | Jean Laget                   | Républicain            | Traiteur, hôtelier, négociant                                 |
| 1796                                     | 1797              | Jean-Marie Tarteron          |                        | Avocat. Président de la commission municipale                 |
| 1798                                     | 1799              | Brunel                       |                        | Commissaire du gouvernement                                   |
| octobre 1799                             | 20 avril 1801     | Jean David Ricateau          | Républicain            | Juge de paix                                                  |
| 1801                                     | 11 février 1803   | Jean Molis                   |                        | Filateur                                                      |
| 11 février 1803                          | 10 juin 1816      | Jean-Marie Tarteron          |                        | Patron de filature                                            |
| 10 juin 1816                             | 14 septembre 1818 | Henri Malien                 |                        | Financier                                                     |
| 25 septembre 1818                        | 21 août 1821      | Jean-Marie Tarteron          | Monarchiste            | Patron de filature                                            |
| 22 août 1821                             | 8 février 1829    | Jean Servière                | Monarchiste            | Magistrat                                                     |
| 8 février 1829                           | 16 décembre 1830  | Pierre-Henry de Massanne     | Monarchiste            | Ancien officier de l'armée                                    |
| 16 décembre 1830                         | 5 février 1832    | Jean-Marie de Tarteron       | Monarchiste            | Patron de filature                                            |
| 5 février 1832                           | 26 février 1842   | Pierre-Henry de Massanne     | Monarchiste            | Ancien officier de l'armée                                    |
| 26 février 1842                          | 27 février 1848   | Pierre Pibarot               | Monarchiste            | Notaire royal                                                 |
| 28 février 1848                          | 14 mai 1871       | Antoine Cambon               |                        | Négociant, fabricant de bas                                   |
| 14 mai 1871                              | 2 septembre 1877  | Isidore Boiffils de Massanne | Légitimiste            | Docteur en droit, écrivain                                    |
| 2 septembre 1877                         | 5 mars 1880       | François Charles Ménard      | Conservateur royaliste | Courtier en soie                                              |
| 5 mars 1880                              | 30 avril 1882     | Louis Delpuech               | Conservateur           | Propriétaire                                                  |
| 30 avril 1882                            | 15 avril 1883     | François Charles Ménard      | Conservateur           | Courtier en soie                                              |
| 15 avril 1883                            | 20 mai 1912       | Auguste Foulquier            | Conservateur royaliste | Directeur de mine                                             |
| 20 mai 1912                              | 10 décembre 1919  | Antoine Saby                 | Conservateur royaliste | Industriel textile                                            |
| 10 décembre 1919                         | 17 mai 1925       | Louis de Clercq              | Conservateur royaliste | Ingénieur                                                     |
| 17 mai 1925                              | 12 mai 1935       | Ferdinand Sabatier           | Conservateur royaliste | Directeur de bonneterie                                       |
| 12 mai 1935                              | 1944              | Louis Roujon                 | Conservateur royaliste | Médecin                                                       |
| 16 janvier 1944                          | septembre 1944    | Maurice Castanier            |                        | Directeur d'usine textile                                     |
| septembre 1944                           | 6 mai 1945        | Joël Mery                    |                        | Instituteur membre des FFI. Président du comité de Libération |
| 6 mai 1945                               | 10 mai 1953       | Marius Laporte               |                        | Employé à la SNCF                                             |

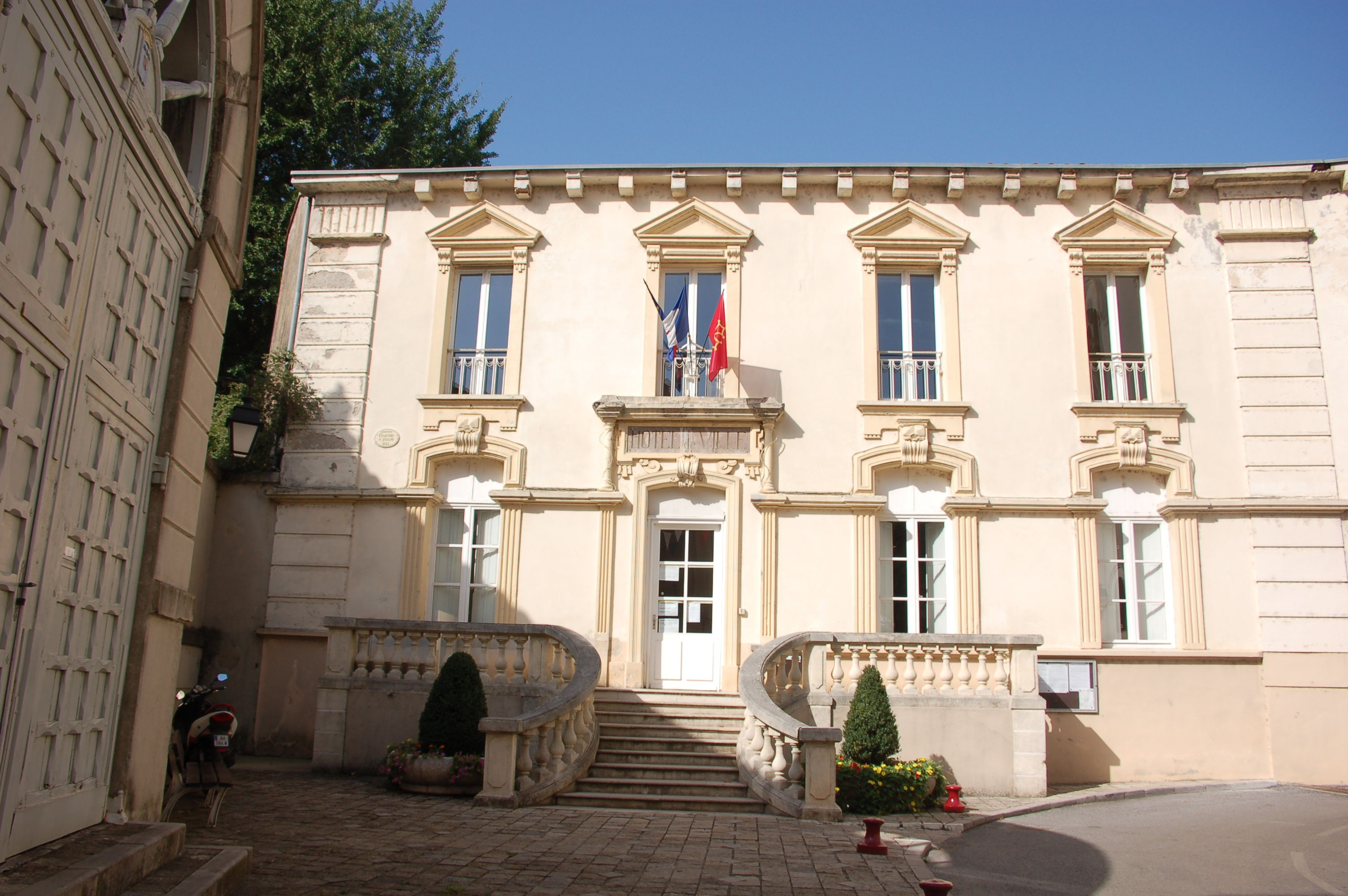
L'ancienne mairie.

| 10 mai 1953                              | 1 octobre 1970    | Charles-Henri de Clercq      | DVD                    | Industriel. Conseiller général                                |
| octobre 1970                             | 25 mars 1971      | Jean Michel                  | DVD                    | Patron de tonnellerie                                         |
| 25 mars 1971                             | 18 mars 1983      | Léandre Danjou               | DVD                    | Ingénieur                                                     |
| 18 mars 1983                             | juin 1995         | Maurice-Yves Castanier       | DVD                    | Industriel textile/Conseiller général                         |
| juin 1995                                | mars 2001         | André Serra                  | SE                     | Instituteur retraité                                          |
| mars 2001                                | mars 2008         | William Toulouse             | DVG                    | Enseignant                                                    |
| mars 2008                                | mars 2014         | Ghislain Pallier             | DVG                    | Entrepreneur de travaux publics                               |
| mars 2014                                | 28 mai 2020       | Jérôme Morali                | DVG                    | Artisan maçon                                                 |
| 28 mai 2020                              | En cours          | Ghislain Pallier             | SE                     | Entrepreneur de travaux publics                               |

### Instances judiciaires et administratives
Sumène relève du tribunal judiciaire d'Alès, de la cour d'appel de Nîmes, du tribunal pour enfants de Nîmes, du conseil de prud'hommes d'Alès, du tribunal de commerce de Nîmes, du tribunal administratif de Nîmes et de la cour administrative d'appel de Marseille.
La commune possède une caserne de pompiers.

### Jumelage
Le 24 avril 2013, une première charte de jumelage est signée avec le village de Quistinic en Bretagne.
Le 27 janvier 2014, un contrat de partenariat est conclu. Mais le nouveau conseil municipal de Sumène décide le 24 novembre suivant de mettre fin au jumelage. Le partenariat entre les habitants des deux communes se poursuit donc par le biais de l'association "Echanges Sumène-Quistinic". Reprise en 2020, la procédure de jumelage s'achève par la signature de la charte à Sumène le 18 septembre 2021.

## Population et société

### Démographie
L'évolution du nombre d'habitants est connue à travers les recensements de la population effectués dans la commune depuis 1793. Pour les communes de moins de 10 000 habitants, une enquête de recensement portant sur toute la population est réalisée tous les cinq ans, les populations de référence des années intermédiaires étant quant à elles estimées par interpolation ou extrapolation. Pour la commune, le premier recensement exhaustif entrant dans le cadre du nouveau dispositif a été réalisé en 2005.

En 2022, la commune comptait 1 239 habitants, en évolution de −20,58 % par rapport à 2016 (Gard : +2,97 %, France hors Mayotte : +2,11 %).
| 1793  | 1800  | 1806  | 1821  | 1831  | 1836  | 1841  | 1846  | 1851  |
| ----- | ----- | ----- | ----- | ----- | ----- | ----- | ----- | ----- |
| 2 822 | 2 575 | 2 674 | 2 692 | 3 017 | 3 075 | 2 978 | 3 033 | 3 027 |

| 1856  | 1861  | 1866  | 1872  | 1876  | 1881  | 1886  | 1891  | 1896  |
| ----- | ----- | ----- | ----- | ----- | ----- | ----- | ----- | ----- |
| 2 952 | 2 920 | 2 829 | 3 135 | 3 029 | 2 880 | 2 891 | 2 865 | 2 756 |

| 1901  | 1906  | 1911  | 1921  | 1926  | 1931  | 1936  | 1946  | 1954  |
| ----- | ----- | ----- | ----- | ----- | ----- | ----- | ----- | ----- |
| 2 537 | 2 508 | 2 395 | 2 217 | 2 399 | 2 286 | 2 005 | 2 030 | 2 102 |

| 1962  | 1968  | 1975  | 1982  | 1990  | 1999  | 2005  | 2006  | 2010  |
| ----- | ----- | ----- | ----- | ----- | ----- | ----- | ----- | ----- |
| 2 139 | 1 913 | 1 702 | 1 613 | 1 417 | 1 492 | 1 523 | 1 509 | 1 614 |

| 2015  | 2020  | 2022  | - | - | - | - | - | - |
| ----- | ----- | ----- | - | - | - | - | - | - |
| 1 570 | 1 308 | 1 239 | - | - | - | - | - | - |

### Enseignement
La commune est située dans la région académique et dans l'académie de Montpellier.
Elle administre une école maternelle et une école élémentaire communales et dispose d'une école élémentaire privée,.
Les deux collèges les plus proches, un public et un privé sont situés à Ganges, quant aux lycées, un public est situé au Vigan et un lycée agricole privé se trouve à Ganges.

### Manifestations culturelles et festivités

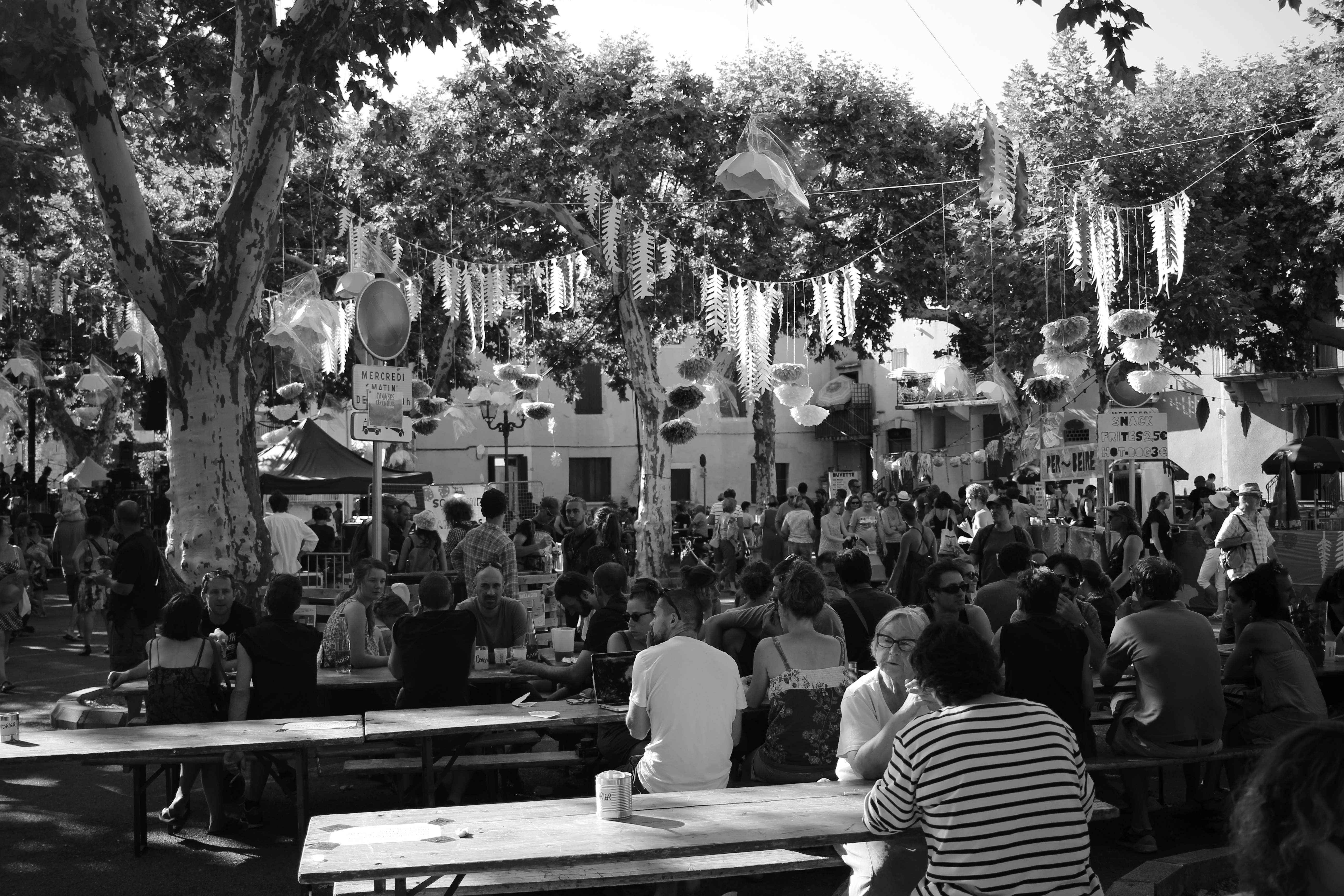
Les Transes cévenoles, en 2017.

Chaque année les « Elvis Platinés » organisent les Transes cévenoles, un festival qui regroupe le dernier week-end de juillet des groupes musicaux et des artistes de rue.
Le comité des fêtes de Sumène organise la fête votive du village aux alentours du 15 août, avec un feu d'artifice.
Une autre fête, la fête de la Soupe était également organisée dans le village, par l'association Teuf-Teuf, mais celle-ci ne fut plus organisée pour des raisons financières à partir de 2012.
Tous les ans, au mois de juin, les associations La Pena Toro Castano et les amis de Gédéon organisent chacune un feu de joie sur le territoire de la commune.
Une course de côtes est également organisée sur les hauteurs du village, par l'association Sport automobile, tous les ans, début juillet, depuis 1995. Elle compte pour le classement de la coupe de France et fait environ 1,2 km.
Enfin, la commune est située sur le tracé du critérium des Cévennes.

### Santé
On trouve, à Sumène, trois infirmiers, un ostéopathe, trois kinésithérapeutes et une pharmacie.
Les centres hospitaliers les plus proches sont la polyclinique Saint-Louis à Ganges et l'hôpital local du Vigan.

### Sports
La commune possède un stade municipal, dans lequel sont organisées les rencontres sportives et les matchs, ainsi qu'un terrain de tennis et une salle des sports, appelée Le Passit.
On trouve, dans le village, une dizaine d’associations sportives, dont un club de tennis, un de badminton, un de course automobile, qui organise chaque année la course de côtes, deux de football, dont un pour séniors, un de spéléologie, un de boxe, un de basket-ball, un de gymnastique et deux de pétanque.

### Médias
La radio du diocèse de Nîmes, Ecclesia, dispose d'un émetteur dans les environs de Sumène. De plus, d'autres radios locales émettent dans la région, comme Radio Sommières ou Radio Escapades, qui sont partenaires des Transes cévenoles ou encore France Bleu Gard Lozère.
En plus des chaînes nationales, la chaîne régionale publique France 3 Languedoc-Roussillon et la chaîne régionale privée TV SUD Camargue Cévennes, regroupée à la chaîne TV SUD Montpellier, émettent dans la région.
La presse régionale est présente avec les quotidiens Midi libre et La Marseillaise. La mairie édite également un bulletin d'informations municipales, « Vivre à Sumène », distribué gratuitement à la population.

### Cultes
La commune dépend du district paroissial catholique Saint-André-de-Majencoules et Sumène au sein du diocèse de Nîmes. Ce district paroissial regroupe douze clochers dont celui de Sumène pour lequel le lieu de culte est l'église Notre-Dame,.

## Économie

### Revenus de la population et fiscalité
En 2019, le revenu fiscal médian par ménage est de 18 286 €, bien inférieur à la moyenne nationale qui s'élève à 28 525 €. 65 % des foyers fiscaux ne sont pas imposables (48,5 % en France).

### Emploi
En 2018, la population âgée de 15 à 64 ans s'élève à 8 813 personnes, parmi lesquelles on compte 73 % d'actifs dont 59,9 % ayant un emploi et 13,1 % de chômeurs.
On compte 240 emplois dans la commune, contre 324 en 1999. Le nombre d'actifs ayant un emploi résidant dans la commune est de 496. L'indicateur de concentration d'emploi est de 48,5 %, ce qui signifie que la commune offre un peu moins d'un emploi pour deux habitants actifs.

### Entreprises et commerces
Au 31 décembre 2015, Sumène comptait 198 établissements : 21 dans l’agriculture-sylviculture-pêche, 19 dans l'industrie, 27 dans la construction, 112 dans le commerce-transports-services divers et 19 étaient relatifs au secteur administratif.
En 2017, 21 entreprises ont été créées à Sumène, dont 12 individuelles.

## Culture locale et patrimoine

### Langue régionale
La langue régionale de Sumène est l’occitan. Sumène se dit Sumena en langue d’oc. C’est le point d’enquête no 524 de l’Atlas linguistique de la France.

### Monuments classés
Le domaine de Tarteron est partiellement classé monument historique depuis 2014.

#### Patrimoine industriel
Dix-huit monuments de la commune figurent à l'inventaire général du patrimoine culturel de la France : usine de préparation de produit minéral (usine d'agglomération de houille) des mines de Sumène, filature (filature de soie) dite filature Veuve Mollis, usine de bonneterie de soie et de nylon dite Bonneterie Suménoise, usine de bonneterie de soie Cannat, mine de fer, zinc, et plomb des Deux Jumeaux, usine de bonneterie de nylon SITEC, usine de bonneterie de soie et de nylon La Séda, usine de bonneterie de soie et de nylon Monna, actuellement La Coste, filature (filature de soie) dite Filature Mauries, filature de soie de Tarteron, filature de soie, usine de bonneterie, puis ganterie Dussol, filature de soie Bonneru, filature de soie Baumes ; puis cartonnerie Massal, mine de houille de Soulanou, filature de bourre de soie Martin, filature, moulinerie (filature de Soie, moulinerie de soie) dite filature Journet, filature, moulinerie (filature de soie, moulinerie de soie) dite Filature Ducros et moulin à blé, filature et moulinerie de soie de Calvières, puis Ducros.

#### Autres éléments du patrimoine

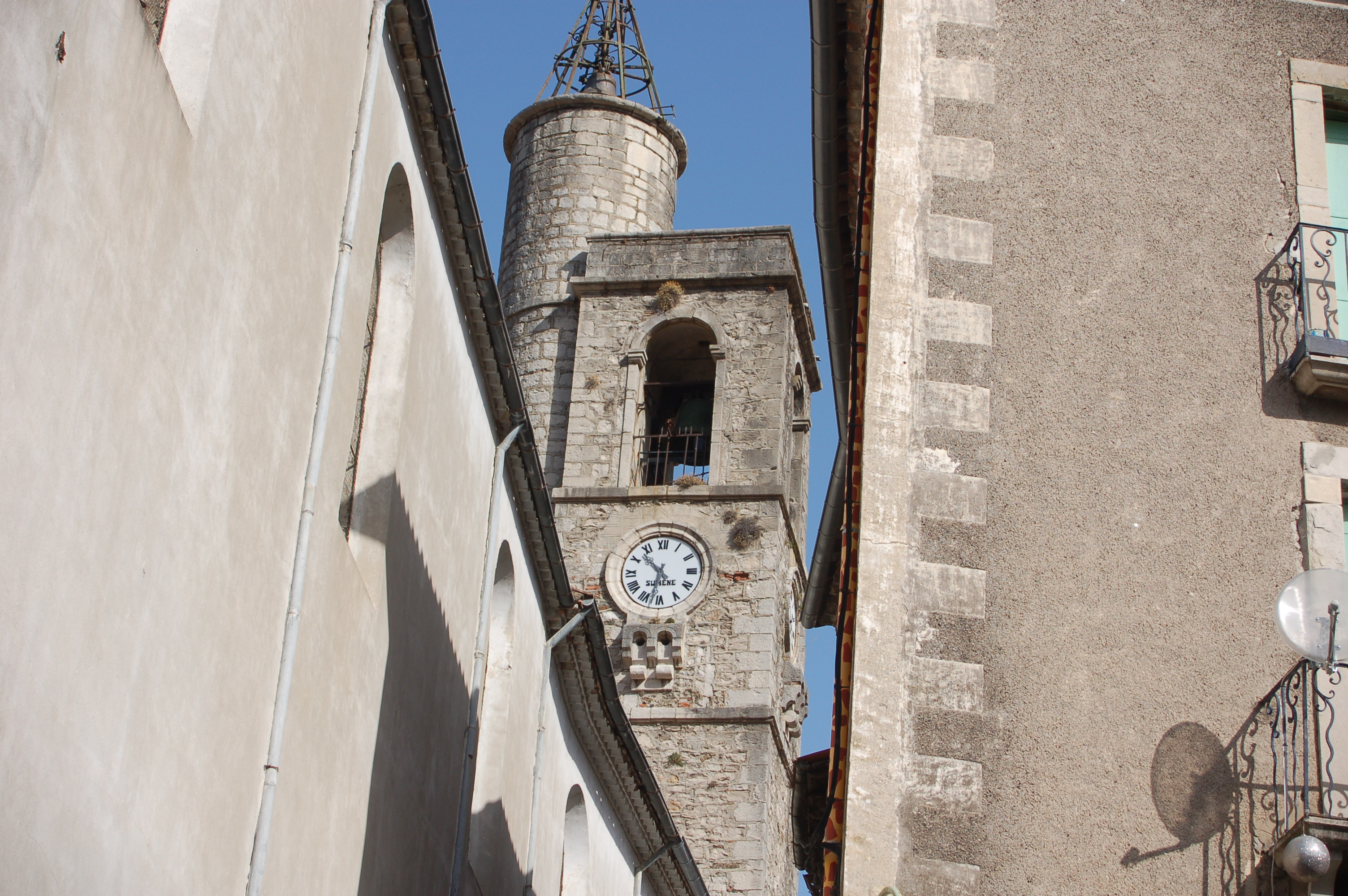
Clocher de l'église.
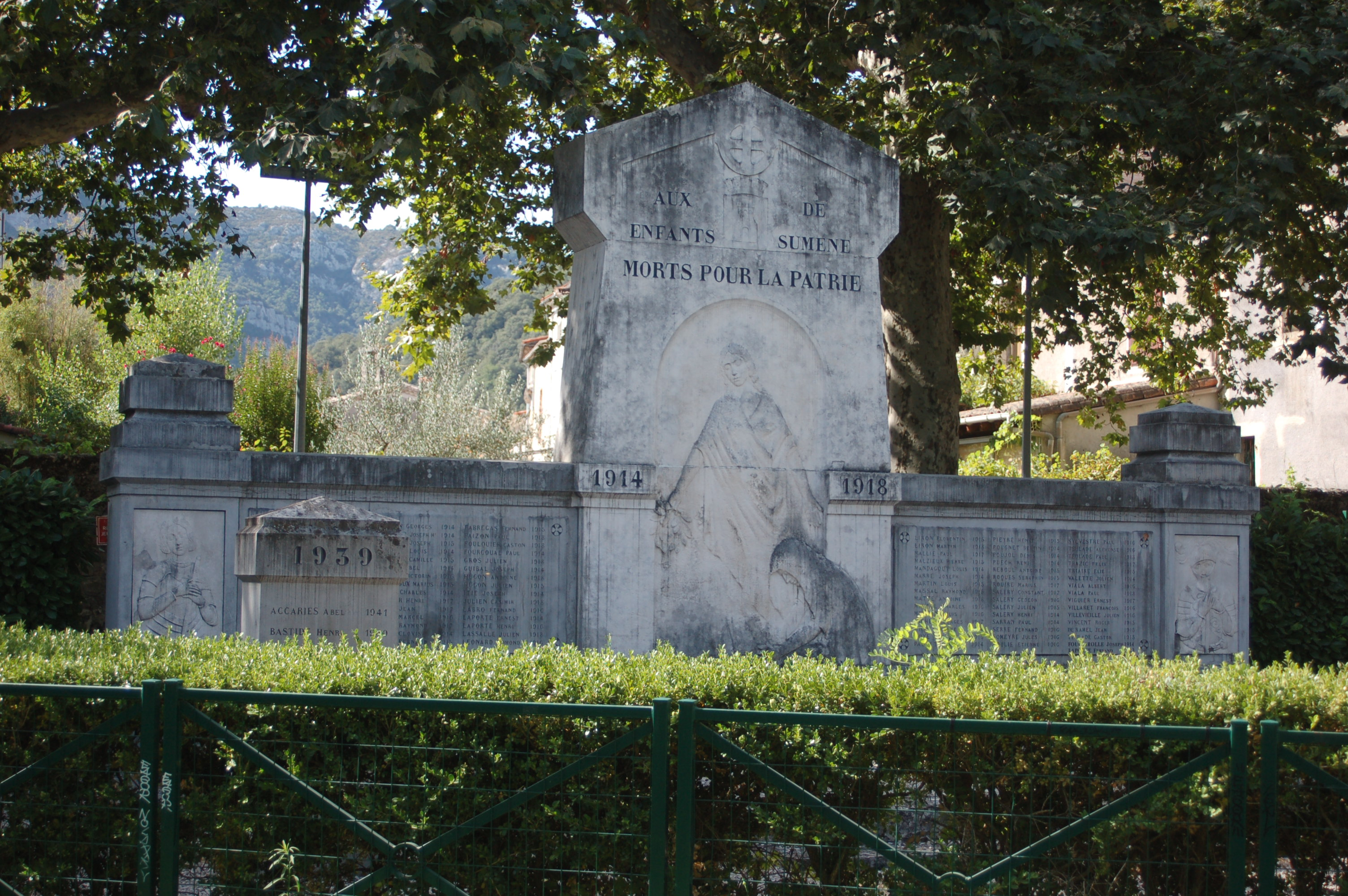
Monument aux morts.
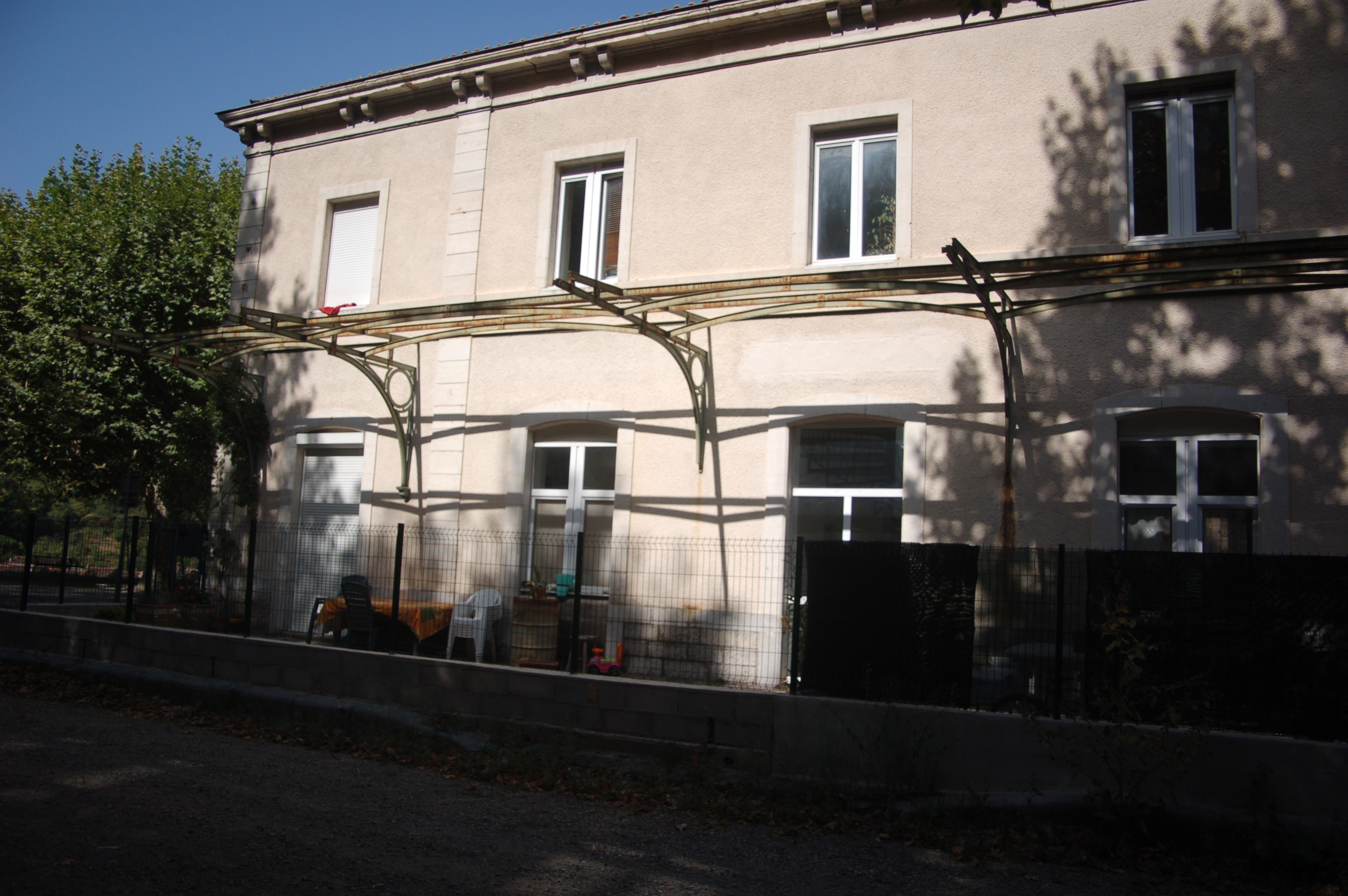
Ancienne gare.
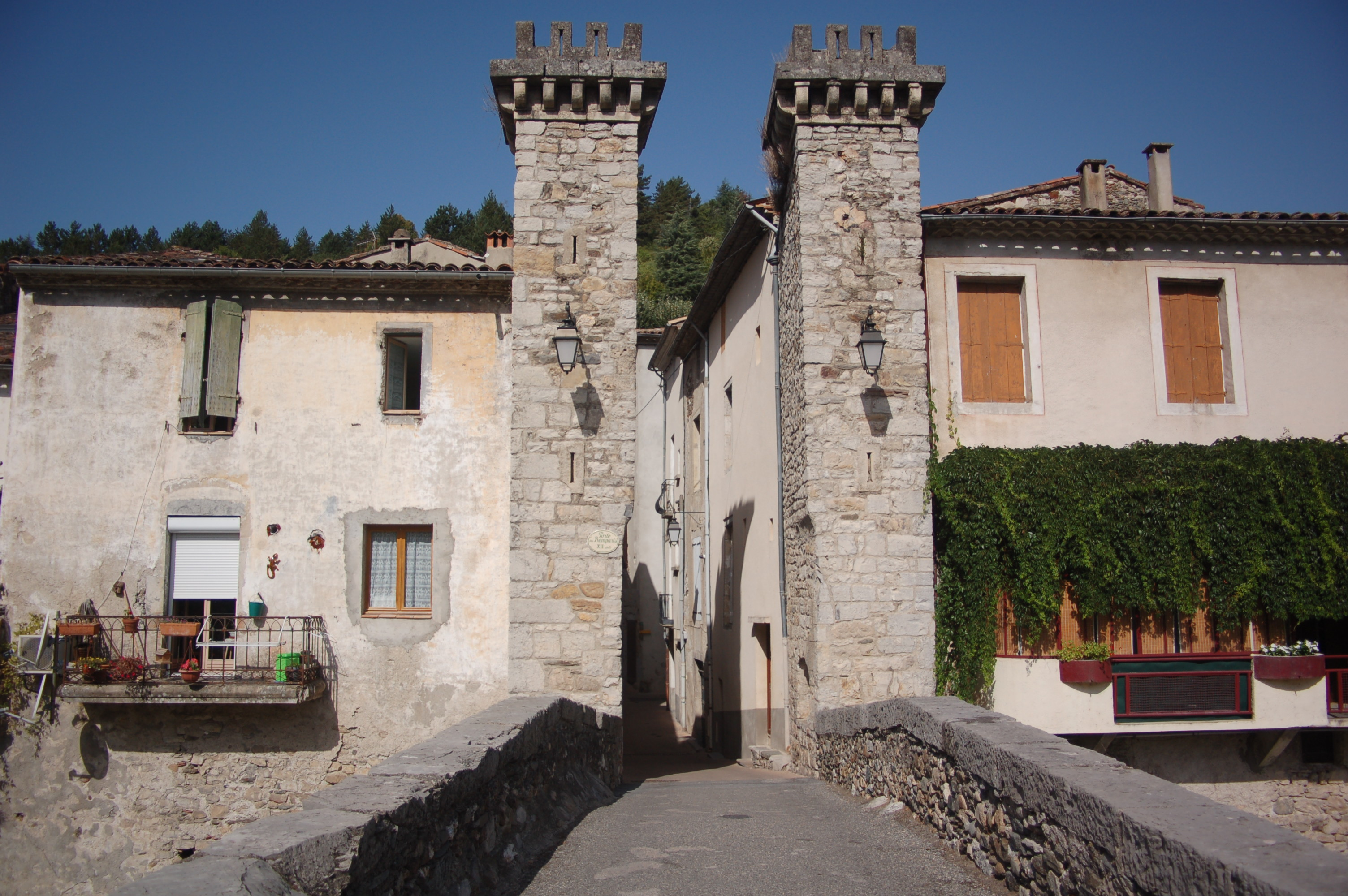
Tourelles du pont Grand.

Sumène est riche d'une vingtaine de bâtiments d'intérêt historique ou architectural, datant en partie du Moyen Âge :
- L'église Sainte-Marie Notre-Dame commence à être construite en 1689 à la place de 6 maisons achetées et détruites. Le clocher est bâti en 1750. L'église a été agrandie vers le chevet en 1846, le clocher ayant été déplacé et rehaussé. Les peintures datent de 1891[154].
- Le temple de l'Union Nationale des Églises Protestantes Reformées Évangéliques, qui fut construit en 1842[M 4]. C'est le troisième du village.
- Chapelle de Sanissac
- Les vestiges d'un cimetière wisigoth, remis au jour lors de fouilles archéologiques[37].
- L'ancien cimetière, utilisé du VIIIe au XIXe siècle. Abandonné au profit d'un nouveau site à partir de 1884, son mur et ses tombes ont été détruits vers 1904 pour laisser place à un jardin public.
- Le monument aux morts qui a été inauguré le 11 novembre 1923 en présence du général Jean-Baptiste Marchand, alors conseiller général du canton de Sumène. Les noms de 91 poilus décédés durant la Première Guerre mondiale y sont inscrits[155].
- L'ancienne caserne et prison est devenue la mairie en 1787[156]. Sa façade a été remaniée en 1924. La mairie a été transférée dans un nouveau bâtiment en juillet 2013[M 9],[157]. Depuis février 2019, le bâtiment abrite une médiathèque appelée L'Escale.
- L'ancien moulin à eau, construit au XIIe siècle, qui a été un moulin à blé, à châtaigne puis à huile et qui a été plusieurs fois ravagé par les inondations.
- L'ancienne gare est située sur la ligne du Vigan à Quissac. Elle a nécessité l'existence de nombreux viaducs et tunnels longeant la vallée du Rieutord puis, après Sumène, d'un tunnel long de 1,346 m[158] pour rejoindre la vallée de l'Hérault. Construite dans les années 1870, elle a été inaugurée le 20 juillet 1874[159]. Elle permettait d'exporter toutes les marchandises du secteur, comme la bonneterie, la ganterie et les produits de l'agriculture. La ligne a été fermée pour les passagers le 9 mars 1969[37] et pour les marchandises le 1er avril 1987[159].

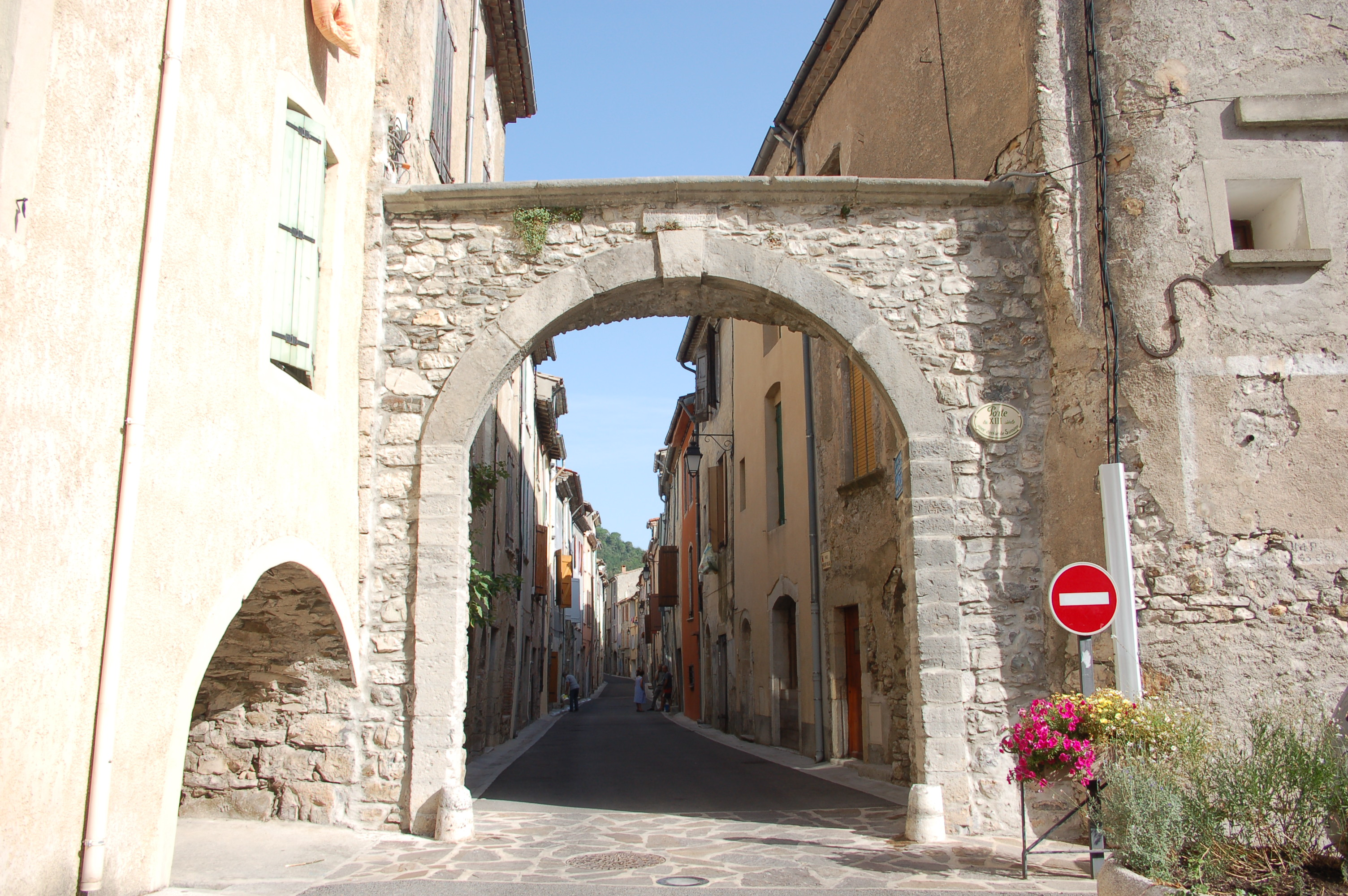
Porte Pied-de-Ville.
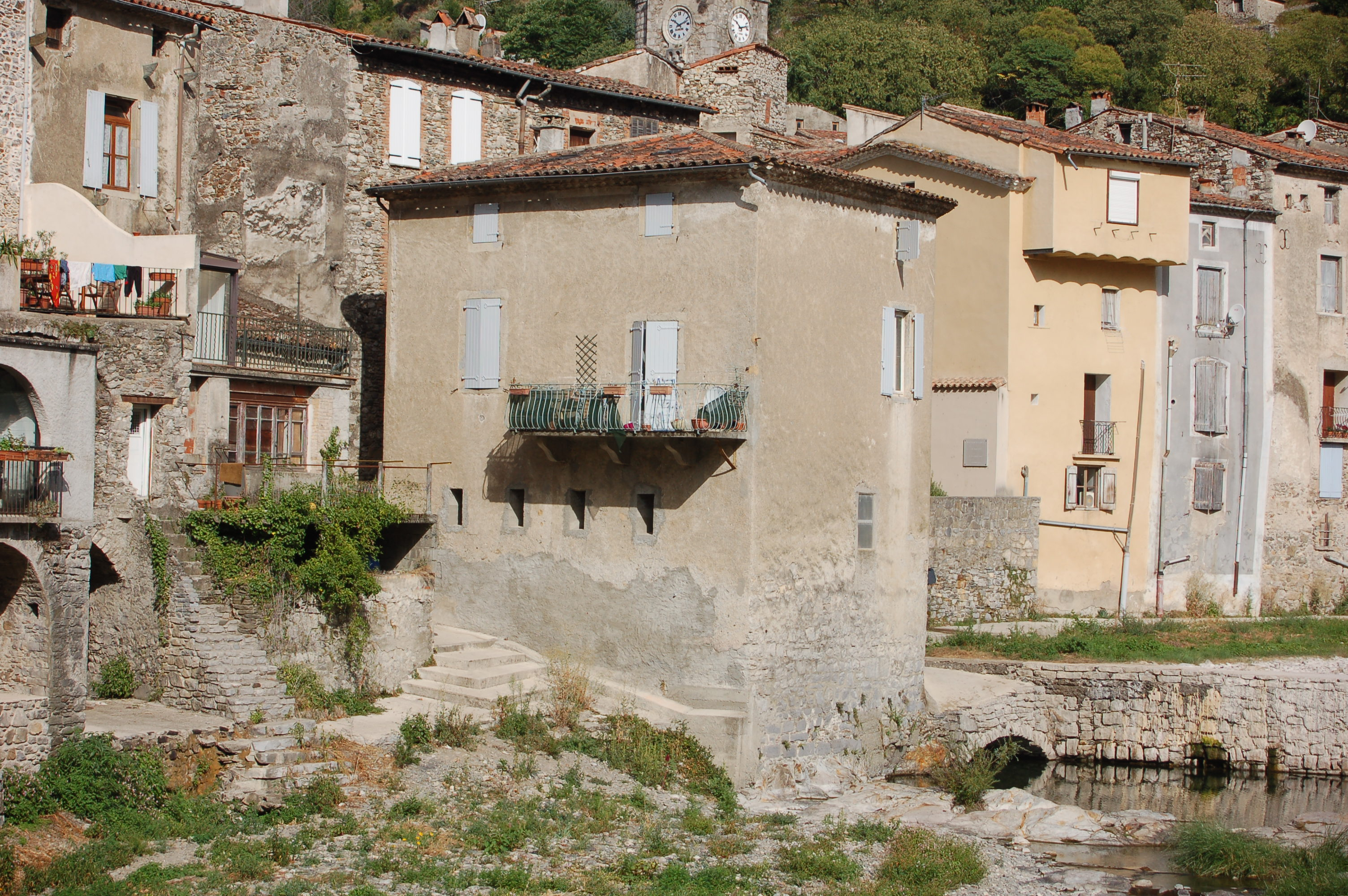
Ancien moulin.
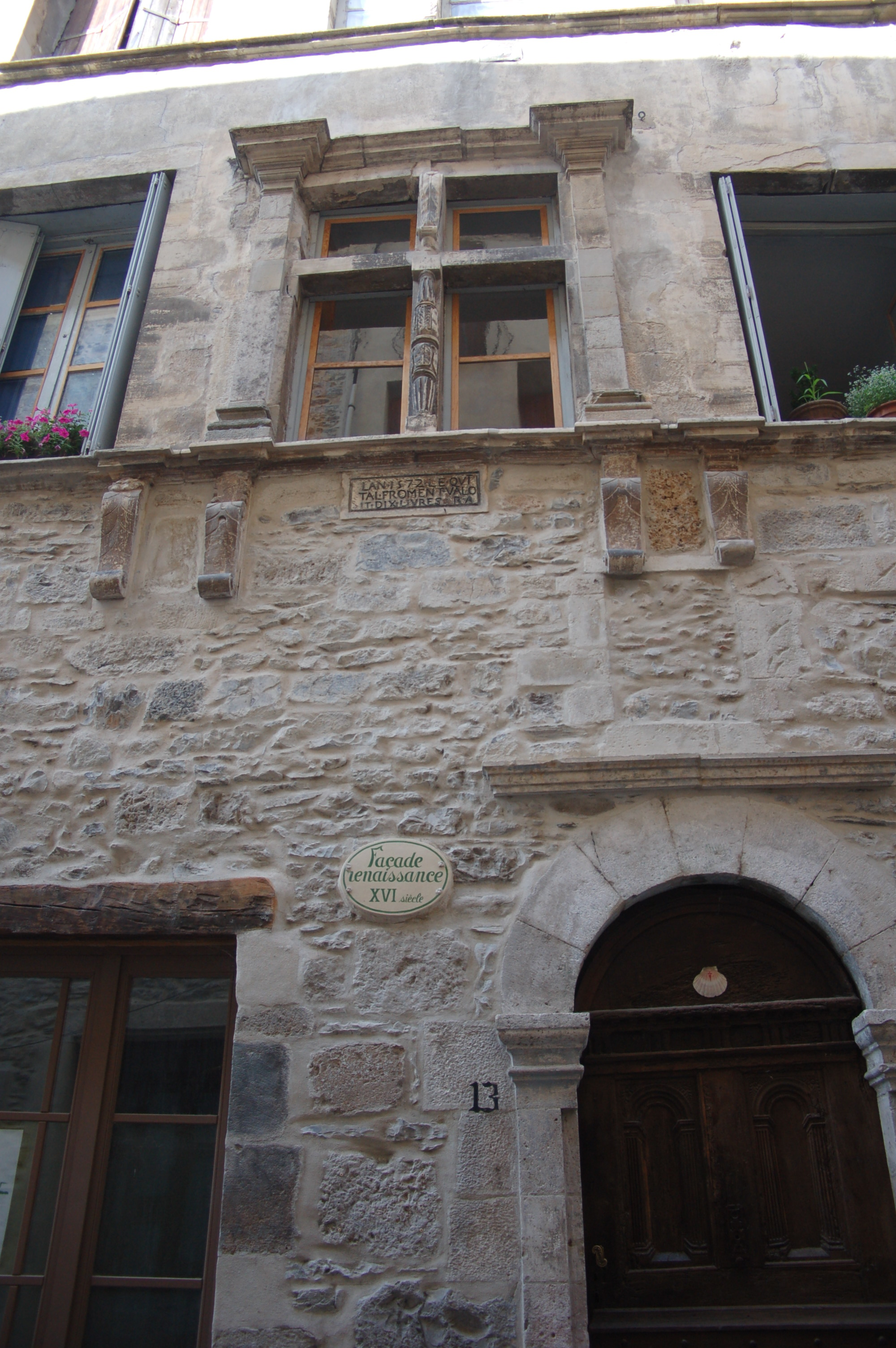
Façade Renaissance.
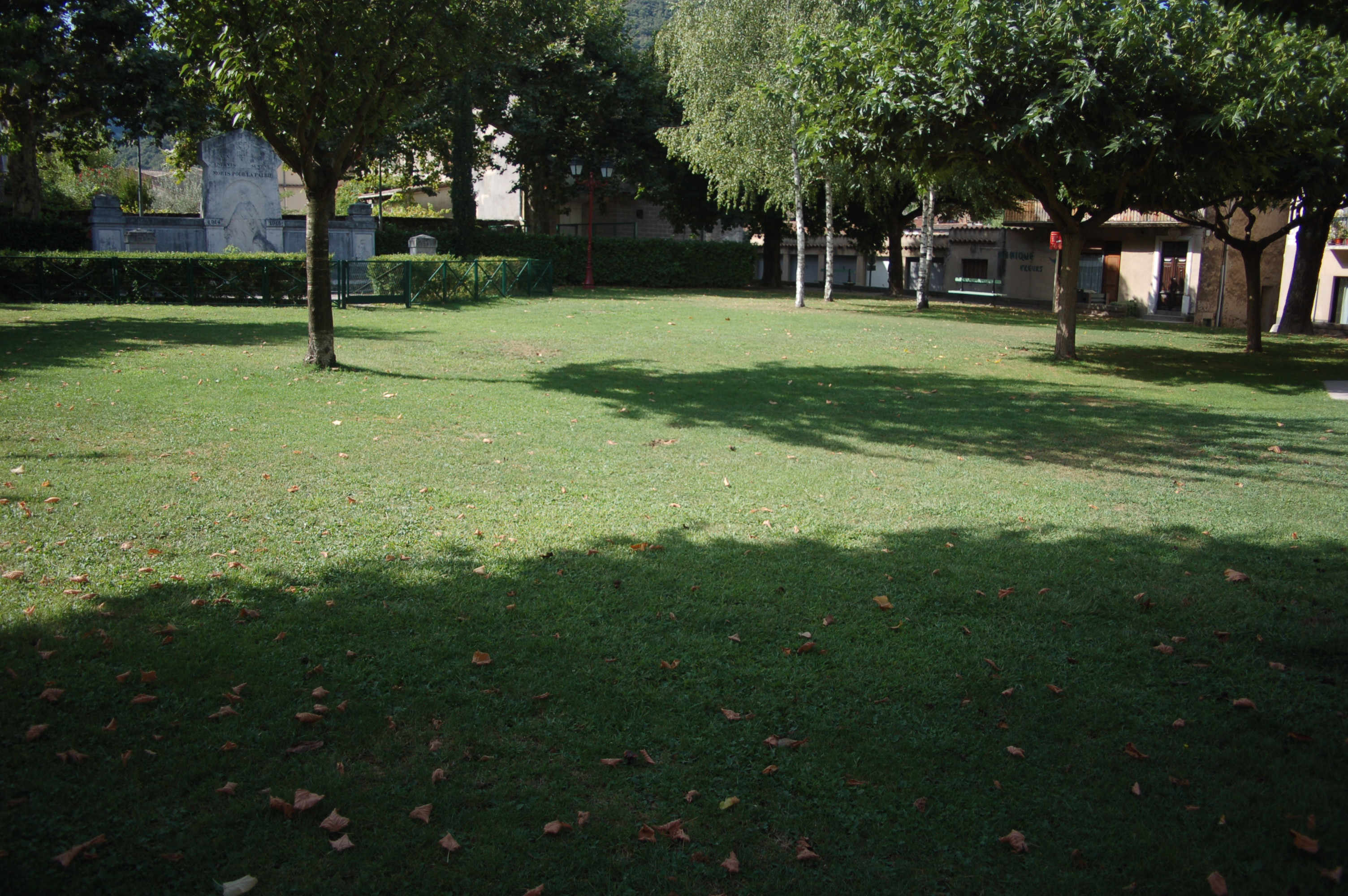
Ancien cimetière.
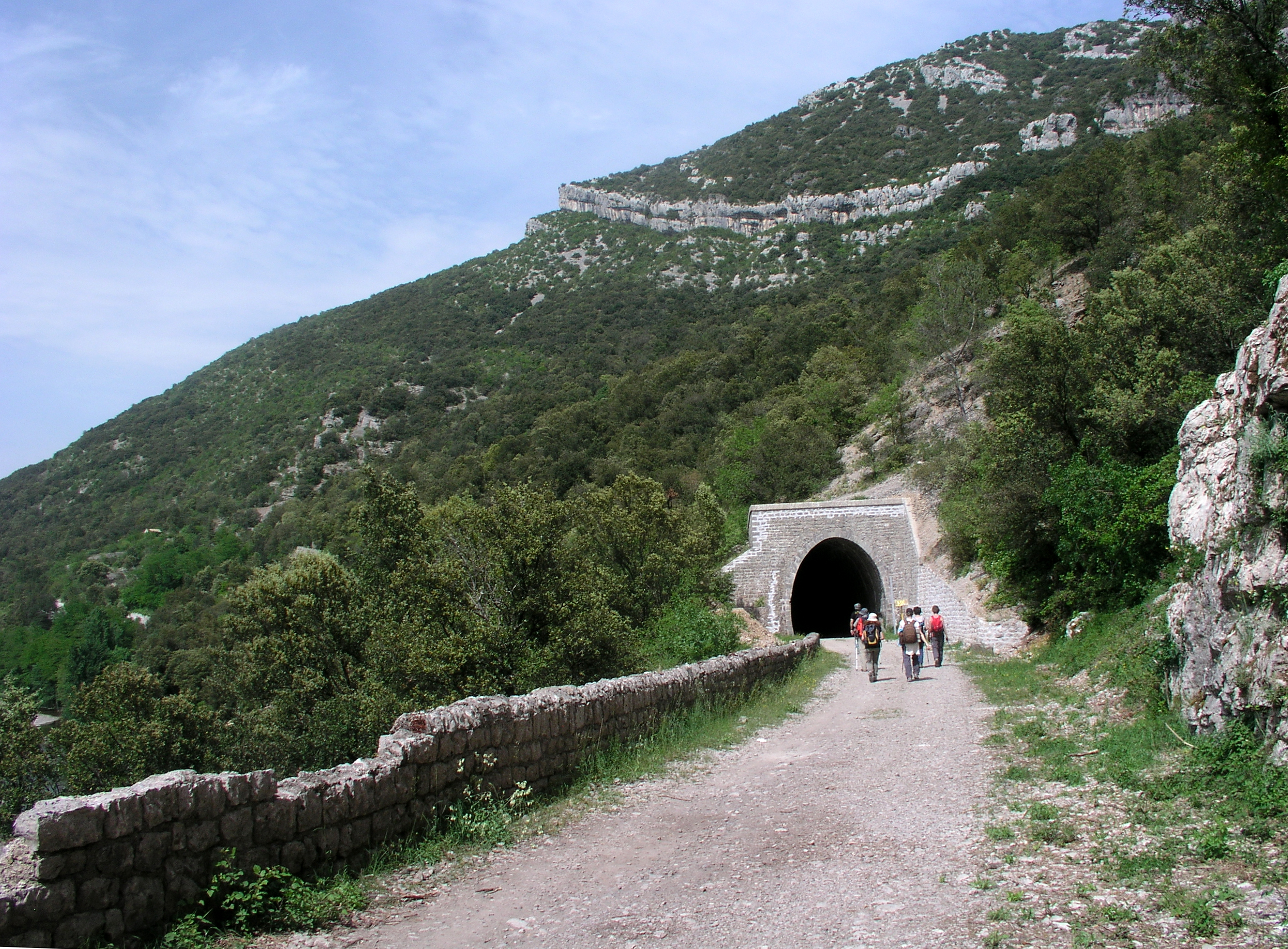
L'ancienne voie ferrée.

- La tour dite la Font de Ville qui a été la demeure de l'un des premiers pasteurs du bourg : Abraham de Saint Loup, et qui est la seule tour des remparts à ne pas avoir été détruite. Son portail date du XIIe siècle. La porte de la tour se nomme porte de la Fontaine Vieille[M 4]. Un ancien bec de gaz est présent dans un mur juste à côté de la tour.
- L'ancien hôtel la Galère, datant des XIIIe et XIVe siècles.
- Les Erbuns, des passages souterrains qui donnaient accès aux anciens remparts. Ce lieu, qui dessert aujourd'hui les caves de certaines habitations du vieux village, est également appelé chemin de ronde. Ils furent construits pendant la Guerre de Cent Ans pour se protéger des Anglais, présents au Vigan[37].
- L'ancien four banal qui appartenait depuis environ 1520 à la famille Étienne, seigneur de Saint-Martial. La population avait l’obligation de l'utiliser. Son local servit également de salle de réunion aux Jacobins pendant la Révolution française.
- Le porche des Bémis, construit du Xe au XIIe siècle, qui était le passage obligé, au Moyen Âge, pour aller à Saint-Martial ou à Saint-Roman-de-Codières. Son nom, Bémis, qui signifie, en occitan, bohémiens serait dû à une légende racontant qu'ils se réfugiaient sous le porche lors des intempéries.
- Le Plan qui est la place centrale du village. Elle fait la liaison entre le vieux village médiéval et les habitations modernes. Autrefois, elle abritait de nombreux mûriers, aujourd'hui remplacés par des platanes[37].
- La porte du Pied-de-Ville, aussi surnommée Arceau de Pied-de-Ville[M 4], sur lequel on peut lire la devise du village, datant des guerres de Religion : Ayant Dieu pour défense, nous ferons résistance. Au XVIIIe siècle, le quartier du Pied de Ville abritait divers artisans, comme des cordonniers, des tisserands ou des tonneliers.
- Une façade Renaissance dans la Grande-Rue, avec une très ancienne plaque sur laquelle est gravée En l'an 1572 le quintal de froment valait dix livres R.A..
- La rue Cap-de-Ville où se situe, sur la maison de l'ancien maire du village, Pierre-Henry de Massanne, une plaque indiquant le prix des denrées en 1858.
- Une plaque, située près de l'ancienne mairie, indique le niveau de l'eau lors des trois plus grandes inondations ayant ravagé le village[160] : le 5 octobre 1812, qui fut la plus haute, le 5 octobre 1847 et enfin le 30 septembre 1958[37], qui ravagea toute la région et qui fit, dans toutes les Cévennes, 35 morts[161].

Sumène possède 6 ponts.
- Le Pont-Grand. Il est aussi pendant longtemps appelé Pont-Vieux. Ses origines remontent au XIIe siècle. Mais dans son état actuel, il date du XVe siècle[156]. C’est en effet par une délibération de la commune de Sumène du 9 avril 1426 qu’il fut décidé de le construire. Il précède une des portes des anciens remparts, qui était surmontée d'une tour servant de beffroi urbain. En 1902, il a été remplacé par deux tourelles crénelées, sur lequel on peut apercevoir deux canonnières.
- Le pont du Recodier est construit vers 1600 et reconstruit en 1778. Il est doublé en largeur en 1873[162]. Au XVIIIe siècle, des filatures se sont installées à proximité. Une plaque apposée au-dessus d'une porte en commémore l'existence.
- Un pont construit à proximité en 1898 pour faciliter la liaison entre la place du Plan et le nouveau cimetière.
- Le Pont-Petit est construit vers 1785 pour remplacer une passerelle et laisser passer des charrettes[156].
- Les deux autres ponts doivent leur existence à la mise en place, à la fin des années 1970, à la route permettant d'éviter de traverser Sumène par l'étroite Grand Rue. L'un d'eux est appelé « pont du 19 mars 62 » (l'autre n'a pas de nom).

Enfin, en dehors du village, sur le territoire de la commune, l'on peut voir :
- en direction de Ganges, l'ancienne mine de fer, de zinc et de plomb des Deux-Jumeaux, qui fut exploitée par les Romains pendant l'Antiquité et, bien plus tard, du XIXe au début du XXe siècle, ainsi que le Calvaire, qui fut édifié en 1726 à la suite d'une épidémie de peste qui décima le village ;
- en direction de Saint-Roman-de-Codières, le moulin de Serviel, un moulin à blé et à huile ayant appartenu à l'abbaye de Sumène aux Xe et XIe siècles ;
- en direction du hameau du Pouget, la chapelle Saint-Cyprien, construite à l'emplacement d'une ancienne abbaye détruite en 1568. Elle est mentionnée pour la première fois sur un plan dressé le 4 août 1628, par un certain A. Sercamanen, puis sa mention apparaît à nouveau dans le compoids de Sumène de 1639-1640[163]. Sur une autre colline, en face de la chapelle, se trouvent les ruines du Château d'Adhémar[164] ;
- Le prieuré Saint-Martin de Cézas, situé près du hameau de Cézas et édifié au XIIe siècle ;
- Chapelle du prieuré Saint-Martin de Cézas ;
- Les ruines de l'ancienne église de Cézas, près du hameau de La Croix[17].

La commune dispose aussi de deux cimetières, un catholique et un protestant.
Une des anciennes filatures, nommée Salle Polyvalente du Diguedan, a également été rénovée et est régulièrement utilisée pour diverses occasions par la mairie.

Patrimoine de Sumène
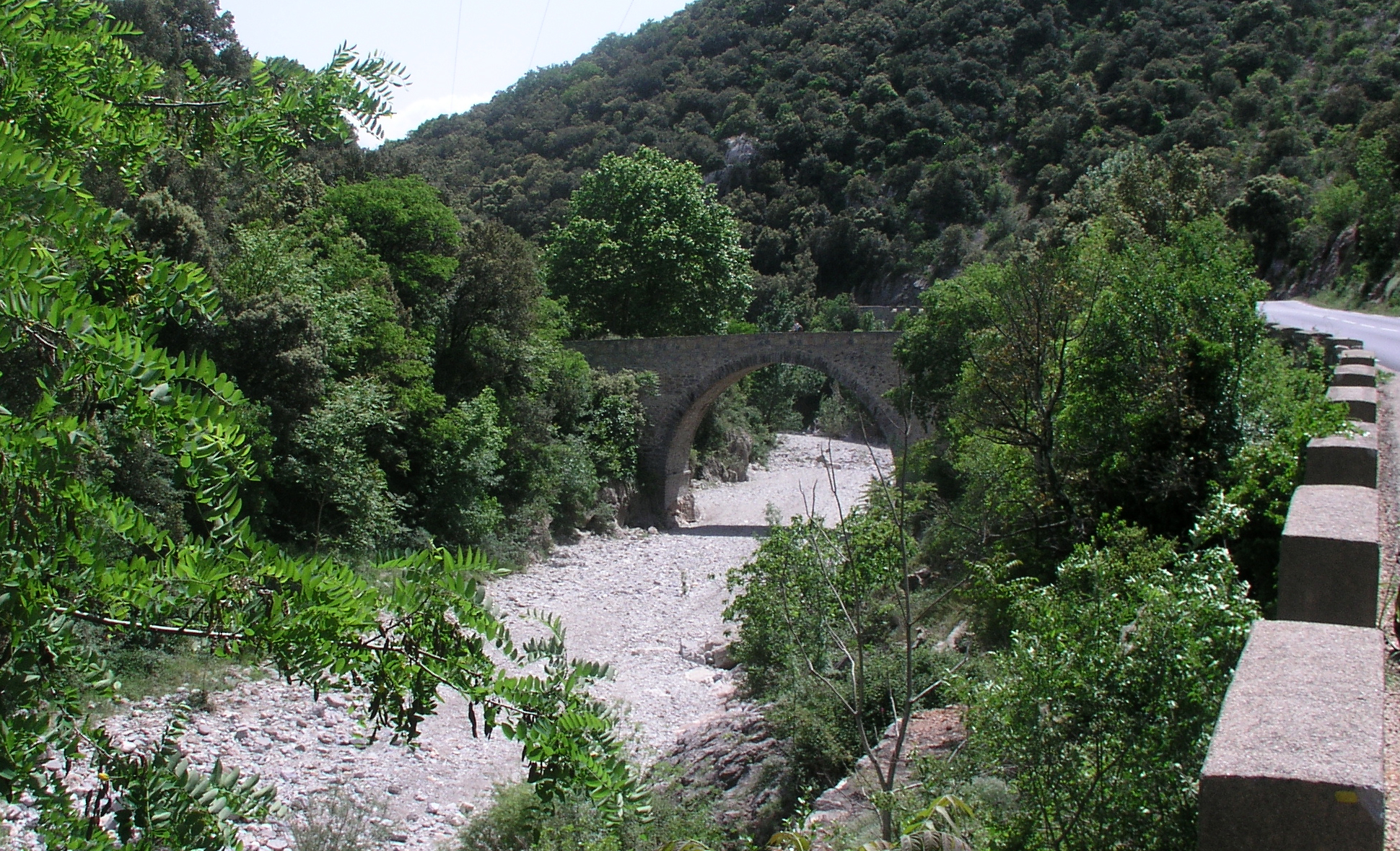
Le pont des Chèvres sur le Rieutord.
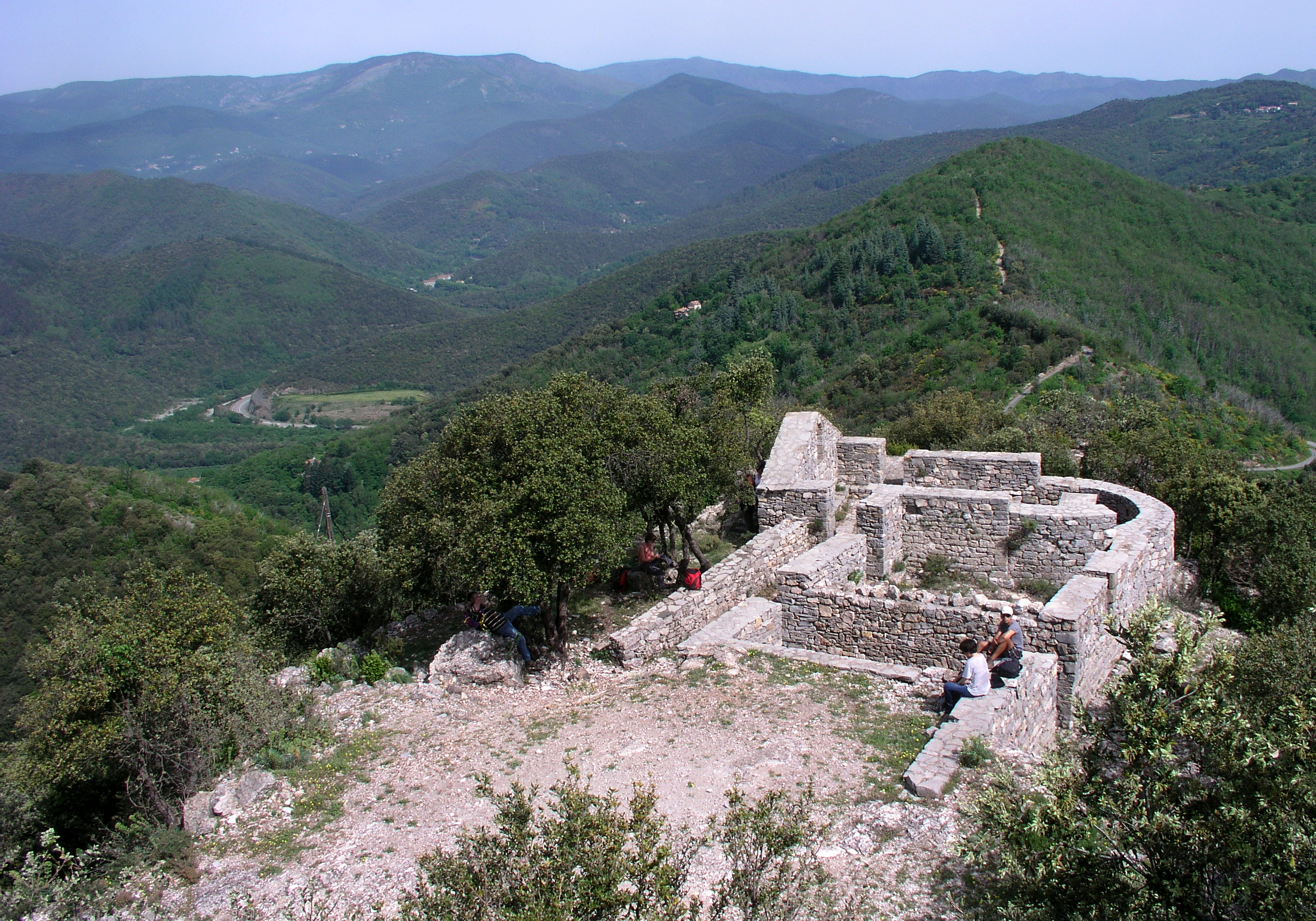
Les ruines de la chapelle Saint-Cyprien.
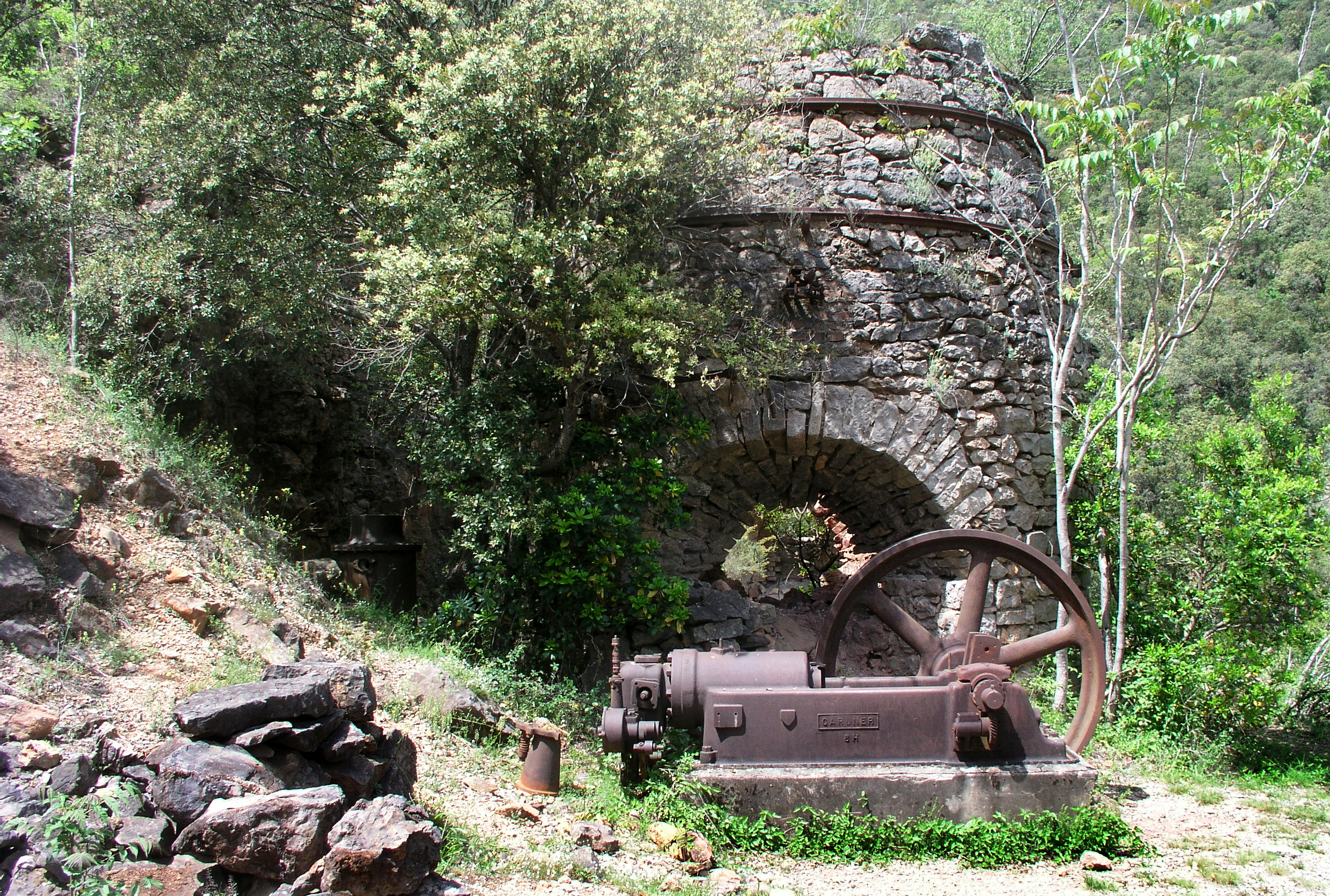
Vestiges des mines de Sumène, Les Jumeaux.
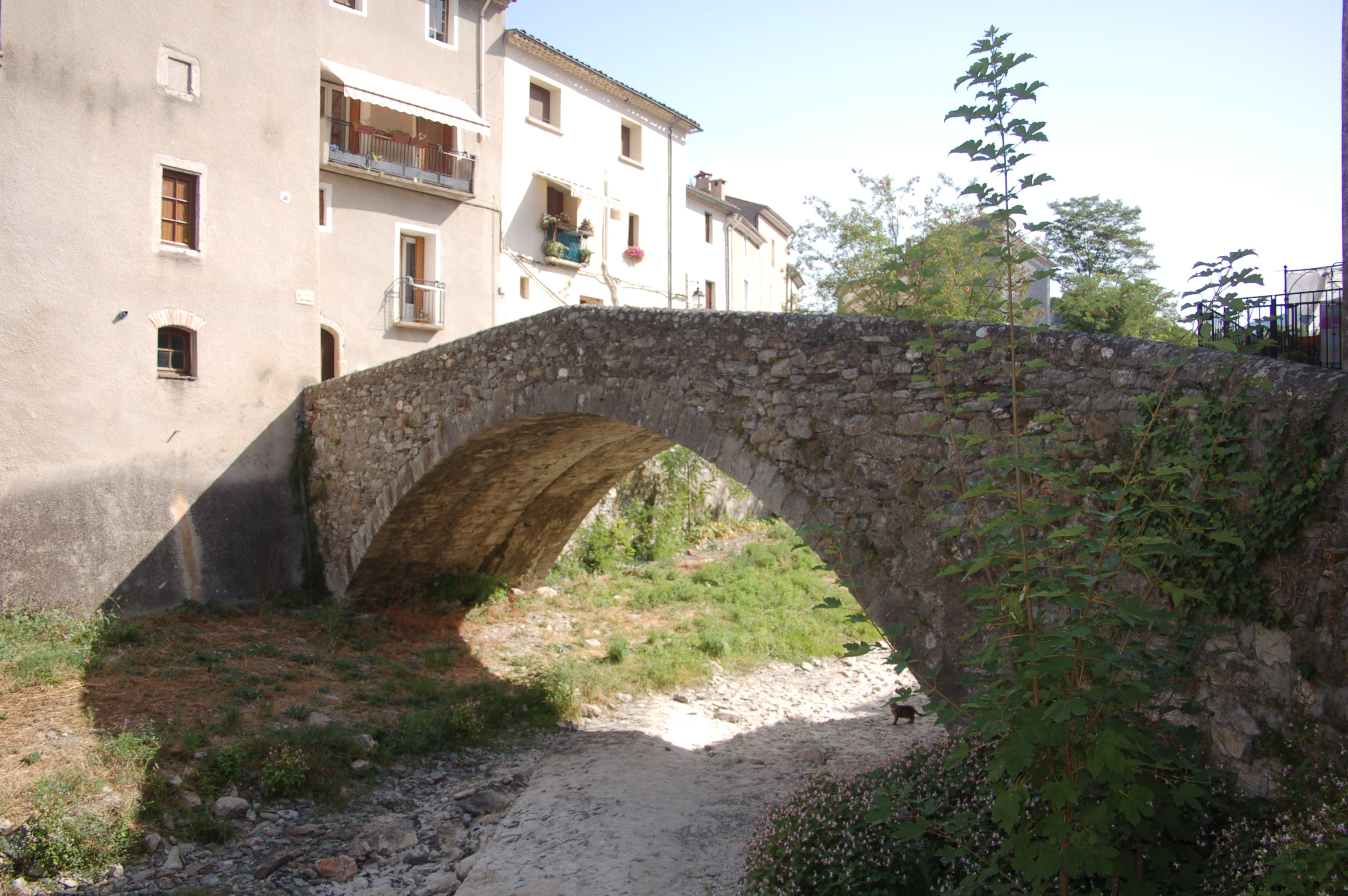
Le pont du Recodier.

### Patrimoine environnemental

#### Réserve naturelle régionale de Combe Chaude

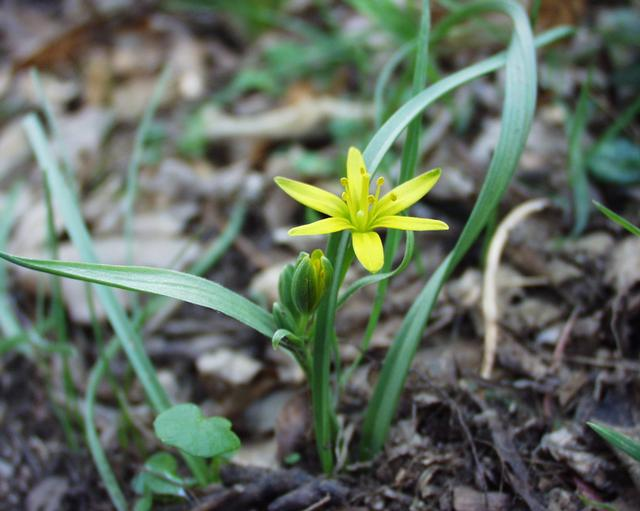
Une gagée des prés.

On trouve sur le territoire de la commune la réserve naturelle régionale de Combe Chaude,, une zone protégée de 56 ha, créée en 1989, appartenant au Conseil général du Gard depuis 1985 et devenue réserve naturelle régionale en 2006. Elle est également englobée dans la zone naturelle d’intérêt écologique, faunistique et floristique (ZNIEFF) du Ranc de Banes.

#### Autres zones protégées

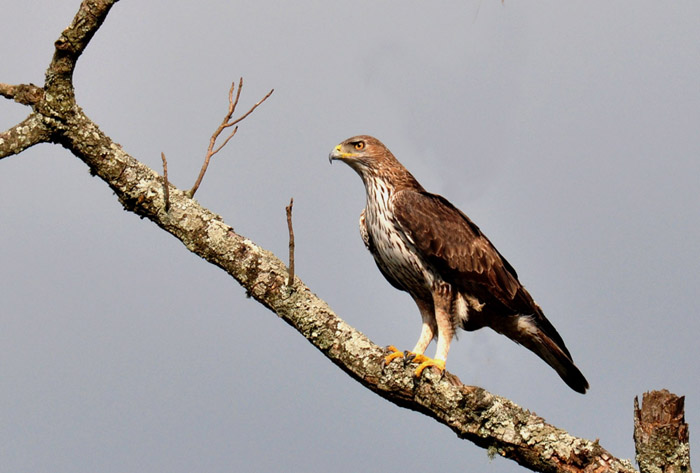
Un aigle de Bonelli.

On trouve également cinq zones naturelles d'intérêt écologique, faunistique et floristique (ZNIEFF), toutes présentes en partie dans la commune :
la Montagne de la Fage et gorges du Rieutord, de 5 561 ha, également présente, en plus de Sumène, sur les communes de La Cadière-et-Cambo, Cros, Saint-Hippolyte-du-Fort, Saint-Roman-de-Codières, Ganges et Moulès-et-Baucels, principalement en raison de la présence d'écrevisses à pattes blanches,,, de diverses espèces de chauve-souris (Rhinolophus ferrumequinum, Rhinolophus hipposideros, Rhinolophus euryale, Barbastella barbastellus et Miniopterus schreibersii), ainsi que de diverses espèces d'oiseaux comme l'aigle royal, le circaète Jean-le-Blanc, le hibou grand-duc ou l'hirondelle rousseline, de cistudes d'Europe et de Spiranthes aestivalis, plus communément appelé spriranthe d'été,
la Montagne des Cagnasses, de 558 ha, également présente sur les communes de La Cadière-et-Cambo et Saint-Hippolyte-du-Fort, principalement en raison de la présence de Rhinolophus euryale, de Rhinolophus hipposideros, deux espèces de chauve-souris citées précédemment et d'aigles de Bonelli, identifiés sur le site en 2009,
le Ranc de Banes, de 600 ha, également présente sur les communes de Ganges et Moulès-et-Baucels, principalement en raison de la présence de diverses espèces de chauve-souris, de cistudes et de rapaces, tels que le hibou grand-duc et le circaète Jean-le-Blanc,
la rivière de l'Hérault à Pont-d'Hérault, l'Arre aval et ruisseaux confluents, de 136 ha, également présente sur les communes de Mandagout, Roquedur, Saint-André-de-Majencoules et Le Vigan, principalement en raison de la présence d'écrevisses à pattes blanches et d'Onychogomphus uncatus, une espèce de libellule
et les Vallées en amont de l'Hérault, de 21 533 ha, également présente sur 22 autres communes (Aulas, Aumessas, Avèze, Bez-et-Esparon, Bréau-et-Salagosse, Mandagout, Mars, Molières-Cavaillac, Montdardier, Notre-Dame-de-la-Rouvière, Pommiers, Roquedur, Saint-André-de-Majencoules, Saint-Bresson, Saint-Julien-de-la-Nef, Valleraugue, Le Vigan, Ganges, Alzon, Arphy, Arre et Arrigas), principalement en raison de la présence d'écrevisses à pattes blanches, de différentes espèces de chauve-souris et de plusieurs espèces d'oiseaux tels que le busard cendré, le faucon pèlerin, la pie-grièche à tête rousse et la pie-grièche méridionale. On trouve également sur le site des couleuvres d'Esculape et une espèce de libellule présente uniquement dans le sud de la France, Oxygastra curtisii, communément appelée cordulie à corps fin.

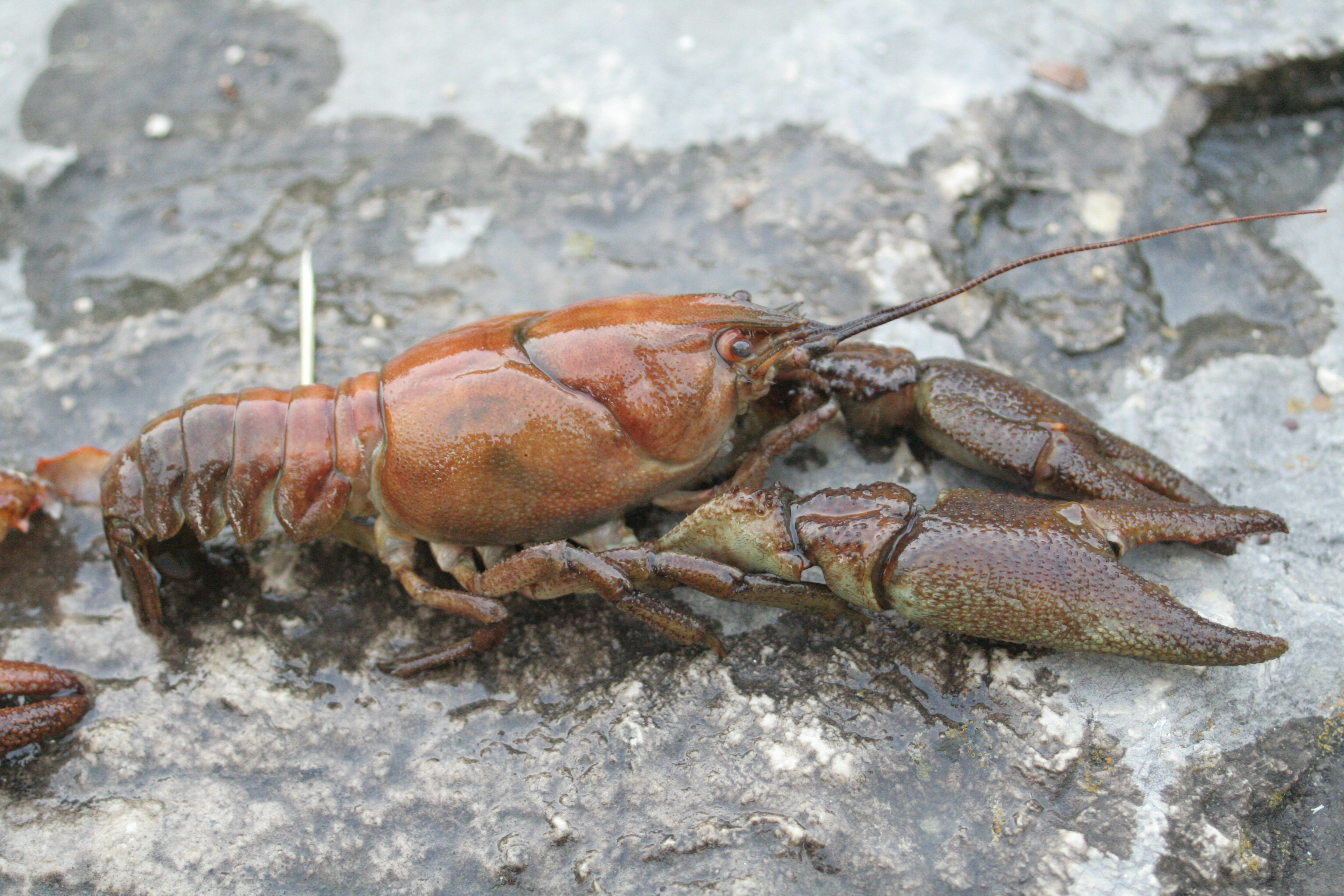
Une écrevisse à pattes blanches.

On trouve également, sur le territoire de la commune, une partie de la Zone de protection spéciale (ZPS) Gorges de Rieutord, Fage et Cagnasse, crée en avril 2006, de 12 308 ha,, également répartie sur dix autres communes (La Cadière-et-Cambo, Conqueyrac, Cros, Ganges, Moulès-et-Baucels, Pompignan, Saint-Bauzille-de-Putois, Saint-Hippolyte-du-Fort, Saint-Julien-de-la-Nef et Saint-Roman-de-Codières), principalement en raison de la présence de différents rapaces tels que le vautour percnoptère, le circaète Jean-le-Blanc, l'aigle de Bonelli, le hibou grand-duc ou la chevêche d'Athéna. On trouve également d'autres espèces d'oiseaux sur le site, comme l'engoulevent d'Europe, le rollier d'Europe ou la huppe fasciée.
Cette zone est également classée en zone importante pour la conservation des oiseaux (ZICO).
La commune est également située dans la zone périphérique du Parc national des Cévennes,.
Enfin, depuis 2011, le village fait partie des communes inscrites sur la liste du Patrimoine mondial de l'Unesco : Les Causses et les Cévennes, paysage culturel de l’agro-pastoralisme méditerranéen.

### Roman dont l'action se passe à Sumène
- Pierre Robin, Le Recodier, éditions La Pensée Universelle, 254 pages, 1973, (ASIN B004P400CK), (BNF 35147212)
- Raoul Stéphan, Monestié, le Huguenot, Albin Michel, 254 pages, 1926, (ASIN B0000DLLQF), (BNF 31404769)

### Personnalités liées à la commune
Une dizaine de personnes sont liées au village :
- La famille de Ginestous, citée pour la première fois en 1181 comme établie au mas du même nom à quelques centaines de mètres des remparts de Sumène. Elle s'établit par la suite deux kilomètres plus loin, au castrum de Galon puis entre en possession du château de Montdardier (sur le Causse de Blandas) qui devient dès lors sa résidence principale.
- Jean-François Xavier de Ménard (1756-1831), général et homme politique, né à Sumène.
- Aurèle Jean de Boisserolle (1764-1829), général et lettré, mort à Sumène.
- Ernest de Tarteron (1821-1888), avocat et homme politique, né et mort à Sumène.
- Jean-Baptiste Marchand (1863-1934), chef de l'expédition française qui provoque la crise de Fachoda, conseiller général du canton de Sumène de 1913 à 1925.
- Paul Cantaloube[184] (1880-1929), médecin à Sumène entre 1904 et 1914 et auteur d'une étude clinique reconnue sur la fièvre de Malte[67].
- Paul Cabanis (1892-1944), médecin, homme politique et résistant, né à Sumène.
- Lucie Aubrac (1912-2007) et Raymond Aubrac (1914-2012), résistants, y possédaient une résidence secondaire. En leur honneur, le parc situé près de la mairie porte le nom d’ « Espace Lucie et Raymond Aubrac ». Une plaque commémorative y a été inaugurée le 14 juillet 2012 en présence du député William Dumas[185].
- Maurice-Yves Castanier (1922-2014), industriel, homme politique, écrivain, poète, ancien résistant et maire du village de 1983 à 1995, né à Sumène.
- Robert Killick-Kendrick (1929-2011), biologiste et chercheur anglais, décédé à Sumène.
- Hélène Dorlhac de Borne (1935), médecin, femme politique et ancienne secrétaire d’État, née à Sumène.

### Héraldique, logotype et devise
| Blason actuel de Sumène. | Blasonnement actuel : De gueules à la tour d'argent. |

La devise de la commune Ayant Dieu pour défense, nous ferons résistance, datant des guerres de Religion, est gravée sur la porte du Pied de Ville, à l'entrée du vieux village.